# Guerre des Malouines
Batailles
- Invasion argentine
- Géorgie du Sud
- Occupation (en)
- Paraquet
- Black Buck
- ARA General Belgrano
- ARA Alferez Sobral
- HMS Sheffield
- Île Pebble
- Mikado
- Sutton
- San Carlos
- HMS Ardent
- Seal Cove
- HMS Antelope
- Atlantic Conveyor
- HMS Coventry
- Goose Green
- Mount Kent
- Top Malo House
- Gazelle XX377
- Bluff Cove
- Many Branch Point
- Mount Harriet
- Two Sisters
- HMS Glamorgan
- Mount Longdon (en)
- Wireless Ridge (en)
- Mount Tumbledown (en)
- Port Stanley
- Île Thulé

La guerre des Malouines ou guerre de l'Atlantique Sud (Falklands War en anglais, Guerra de las Malvinas en espagnol) est un conflit opposant l'Argentine au Royaume-Uni dans les îles Malouines et dans la Géorgie du Sud-et-les îles Sandwich du Sud.
Cette guerre commence le 2 avril 1982 avec le débarquement de l'armée argentine aux Malouines, suivi le lendemain par l'invasion de la Géorgie du Sud, et se termine le 14 juin 1982 par un cessez-le-feu. Il se conclut sur une victoire du Royaume-Uni qui affirme ainsi sa souveraineté sur ces territoires.
C'est la première guerre conventionnelle entre deux puissances occidentales depuis la fin de la Seconde Guerre mondiale.
Le conflit est causé par la volonté de la dictature militaire argentine de faire valoir par la force ses positions sur la souveraineté de ces archipels, placés par les Nations unies sur la liste des territoires contestés. Ce conflit s'inscrit dans la continuité des controverses qui commencent dès la découverte de ces îles qui ont été occupées successivement par la France, l'Espagne puis le Royaume-Uni.
Sur le plan humain, le bilan de cette guerre est de 907 tués avec 649 militaires argentins, 258 militaires britanniques et trois insulaires. Politiquement, la déroute argentine a de lourdes conséquences puisqu'elle précipite la chute de la junte militaire qui gouvernait jusqu'alors le pays. Elle est remplacée par un gouvernement démocratiquement élu. De son côté, le gouvernement de Margaret Thatcher sort renforcé de cette victoire et le parti conservateur remporte les élections en 1983.
En 2012, l'Argentine vote la déclaration d'Ushuaïa demandant le respect des résolutions de l'ONU.
Aujourd'hui[Quand ?], malgré les tentatives répétées de pacification du conflit, l’Organisation des Nations unies considère les archipels comme des territoires « non autonomes », dont la souveraineté n'a pu être départagée entre l'Argentine et le Royaume-Uni.

## Conflits diplomatiques autour d'un archipel oublié qui passe de main en main
Les îles apparaissent sur des portulans dès 1502. Le 7 avril 1502, Amerigo Vespucci passe par un archipel qui semble être les Malouines. La première carte complète des îles est réalisée en 1520 par Andrés de San Martín, lors de l'expédition de Magellan. Le 4 février 1540, un bateau espagnol dirigé par Alonso de Camargo accoste les Malouines et y reste jusqu'au 3 décembre de la même année.
Cinquante ans plus tard, les îles sont abordées, en 1592, par le navigateur anglais John Davis qui voyage sur le Desire (en). John Strong explore ces îles en 1690 et baptise le détroit Falkland Sound. Des Malouins fréquentent l'archipel de 1700 à 1716 puis en 1749, un amiral britannique, George Anson, publie un récit de son voyage dans l'archipel et évoque leur position stratégique. Une expédition est conduite par le capitaine de vaisseau français Louis-Antoine de Bougainville qui débarque à Port Louis en 1764, suivi l'année suivante de celle de l'officier de marine et navigateur britannique John Byron qui débarque à Port Egmont.
La souveraineté sur ces îles, qui figurent aujourd'hui sur la liste des territoires non autonomes de l'ONU, est depuis lors disputée. La France est la première à les revendiquer. Mais en 1765, la Cour d'Espagne, informée de la colonisation de ces îles situées dans sa zone d'influence, fait valoir ses droits auprès de la Cour de France. En 1766, le ministre des Affaires étrangères français Étienne-François de Choiseul confie une mission diplomatique à Bougainville pour se rendre en Espagne et essayer de conserver les îles ou, à défaut, de les remettre à l'Espagne à la condition que ces îles soient physiquement occupées, pour que les Britanniques ne puissent pas les reprendre et de ce fait contrôler la route de la mer du Sud. Finalement, la France les cède à l'Espagne en 1767 qui les renomme Malvinas. L'année précédente l'Espagne avait créé une vice-royauté du Rio de la Plata en Uruguay dont le territoire englobait le Nord actuel de la future Argentine, les deux tiers de la future Bolivie, le Nord du Chili, le Paraguay et l'Uruguay.
Les guerres d'indépendance américaine, la Révolution française, les campagnes napoléoniennes, aboutissent à la naissance de nations sud-américaines indépendantes dont l'Argentine indépendante de l'Espagne en 1810. Celle-ci reprend alors à son compte les revendications sur l'archipel. Une révolution éclate en Uruguay avec l'arrivée en mai d'une junte qui décide d'évacuer les îles Malouines qui demeurent inoccupées jusqu'en novembre 1820, avec l'arrivée de la frégate argentine La Heroína (en) commandée par le colonel corsaire David Jewett (en) qui hisse le pavillon argentin sur les ruines de Port Louis.
La colonisation argentine commence en 1823 et un gouverneur est nommé trois ans plus tard. En 1833, des colons britanniques débarquent de la frégate Clio (en), expulsent les colons argentins et rétablissent la souveraineté britannique. Depuis 1833, l'Argentine maintient sa revendication territoriale.
Le conflit diplomatique est discuté à l'ONU à partir de 1960 après l'adoption par l'Assemblée générale, de la « déclaration sur la garantie d'indépendance des pays et peuples colonisés ».
En 1965, l’ONU reconnaît que la situation des Malouines constitue une forme de colonialisme qui doit prendre fin et demande aux deux pays de s’asseoir à la table des négociations. Londres a cependant toujours refusé tout dialogue.
Dans la deuxième moitié du XXe siècle, marquée par plusieurs coups d’État successifs en Argentine, une junte militaire s’arroge de plus en plus de pouvoir et finit par prendre officiellement le pouvoir en 1966. Cependant, un accord est conclu en 1971 pour la construction par les Britanniques d'un aéroport et la création d'une ligne aérienne permanente entre les Malouines et l'Argentine, permettant ainsi aux 1 800 insulaires britanniques d'accéder aux écoles et aux hôpitaux argentins. Juan Perón revient au pouvoir en 1972 et le conflit pour la souveraineté sur les îles malouines est à nouveau soumis aux Nations unies par l'Argentine. En mai 1976, un rapport rédigé par Lord Shackleton confirme les potentialités de développement économique des îles Malouines et de leur environnement naturel (pêche, pétrole, traitement industriel des algues…), après qu'en février 1976 et dans les eaux britanniques, le destroyer argentin ARA Almirante Storni a ouvert le feu sur le navire de recherches RRS Shackleton et tenté sans succès de l'arraisonner. En conséquence de cet incident, la Royal Navy détache temporairement à Port Stanley la frégate HMS Chichester et diffère le désarmement de l'aviso HMS Endurance.
En mars 1976, une nouvelle junte d'officiers généraux des trois armées chasse du pouvoir Isabel Martínez de Perón, veuve de l'ancien président Perón et établit une dictature militaire dont la politique est de plus en plus autoritaire et répressive, avec à son actif plus de 30 000 assassinats. L'Argentine fait face à des problèmes économiques graves et lorsque le général Leopoldo Galtieri parvient au pouvoir en 1981, l'inflation est de 140 % par an. Le gouvernement est très impopulaire et en avril 1982, pour redorer son blason, le général Galtieri ordonne à son armée d'envahir les îles Malouines et ainsi déclarer la guerre au Royaume-Uni, l'un des cinq membres permanents du Conseil de sécurité des Nations unies, membre de l'OTAN et quatrième puissance nucléaire mondiale.
Du côté britannique, le gouvernement conservateur, dirigé par la « Dame de fer » Margaret Thatcher, refuse tout compromis. Le tempérament de la Première ministre n'explique pas tout car le parti souhaite une réélection aux élections législatives qui doivent avoir lieu l'année d'après.
Les relations entre la junte militaire argentine et le gouvernement de Margaret Thatcher sont pourtant amicales dans un premier temps. Des membres de la junte sont invités à Londres, dont l'ancien chef de la marine Emilio Massera, responsable de centaines de disparitions, ou le ministre argentin des Finances, José Martínez de Hoz, qui défend des conceptions économiques proches du thatchérisme. Margaret Thatcher met fin à un programme d'aide aux réfugiés latino-américains fuyant les persécutions, qui avait été introduit par le précédent gouvernement travailliste. Les ventes d'armes à l'Argentine ont augmenté avec l'arrivée au pouvoir des conservateurs. Quatre jours seulement avant l'invasion des Malouines par l'Argentine, le gouvernement britannique tentait de vendre des avions bombardiers à la junte.
Malgré le soutien du gouvernement américain à la junte, son armée subit un embargo sur les armes de la part des États-Unis depuis 1978. L'URSS profite de cette contradiction pour lui apporter son appui.
La Royal Navy maintient une présence militaire dans la zone sous la forme d'une section d'une quarantaine de Royal Marines connue comme le groupe naval Naval Party 8901 et de l'aviso HMS Endurance. Des négociations essentiellement formelles continuent entre les deux pays mais les mêmes arguments sont ressassés en permanence.

## Données juridiques du conflit
En 1946, avec le changement de statut de l'Empire colonial britannique qui devient le Commonwealth, et les colonies qui deviennent dominions, Londres considère ce différend territorial comme mineur. En 1965, sous l'effet de la résolution 2065 de l'Assemblée générale des Nations unies, qui exige l'application de la Déclaration sur l'octroi de l'indépendance aux pays coloniaux (1960), les négociations commencent ; dix-sept ans plus tard, très peu de choses ont changé. En janvier 1976, le comité juridique interaméricain, organe consultatif de l'Organisation des États américains (OEA), déclare l'existence d'un « droit de souveraineté irréfutable » de l'Argentine sur les Malouines. En août 1976, la 5e conférence du mouvement des non-alignés déclare l'Argentine « propriétaire légitime du territoire ».
Le différend est insolite. En effet, les deux États mettent en avant des droits issus du processus de décolonisation pour défendre leurs prétentions. Ainsi, le Royaume-Uni avance l'origine britannique des 2 000 habitants (seuls une trentaine d'Argentins habitaient ces îles) et invoque l'article 73 de la Charte des Nations unies et le droit des peuples à disposer d'eux-mêmes, tandis que l'Argentine invoque le droit des peuples à la décolonisation, affirmant qu'il s'agit d'une terre spoliée par les Britanniques depuis 150 ans ; l'ONU se montre plutôt favorable à la position de l'Argentine sans pourtant en arriver à un consensus. La question des Malouines n'a jamais fait l’objet d’un règlement arbitral ni judiciaire.

## Vers la guerre

### Causes de la guerre
Les revendications historiques des Argentins sont partagées par l'ensemble de la classe politique y compris par la gauche péroniste. La junte militaire compte ainsi consolider sa légitimité en unissant le pays confronté à la crise. Pour cela, les militaires argentins développent le concept d'une « Argentine bicontinentale », qui comprend une partie du continent Antarctique, dotée de nombreuses ressources en matières premières. La possession des îles Malouines aurait été ainsi la première étape pour établir des « Antilles antarctiques » (îles Malouines, îles de Géorgie du Sud, les Orcades du Sud, les Sandwich du Sud, les Shetland du Sud), trait d'union maritime avec des territoires que l'Argentine aurait souhaité annexer en Antarctique. Pour les militaires au pouvoir, l'« Argentine bicontinentale » n'est pas seulement un rêve, mais une mission patriotique qui doit être accomplie un jour.

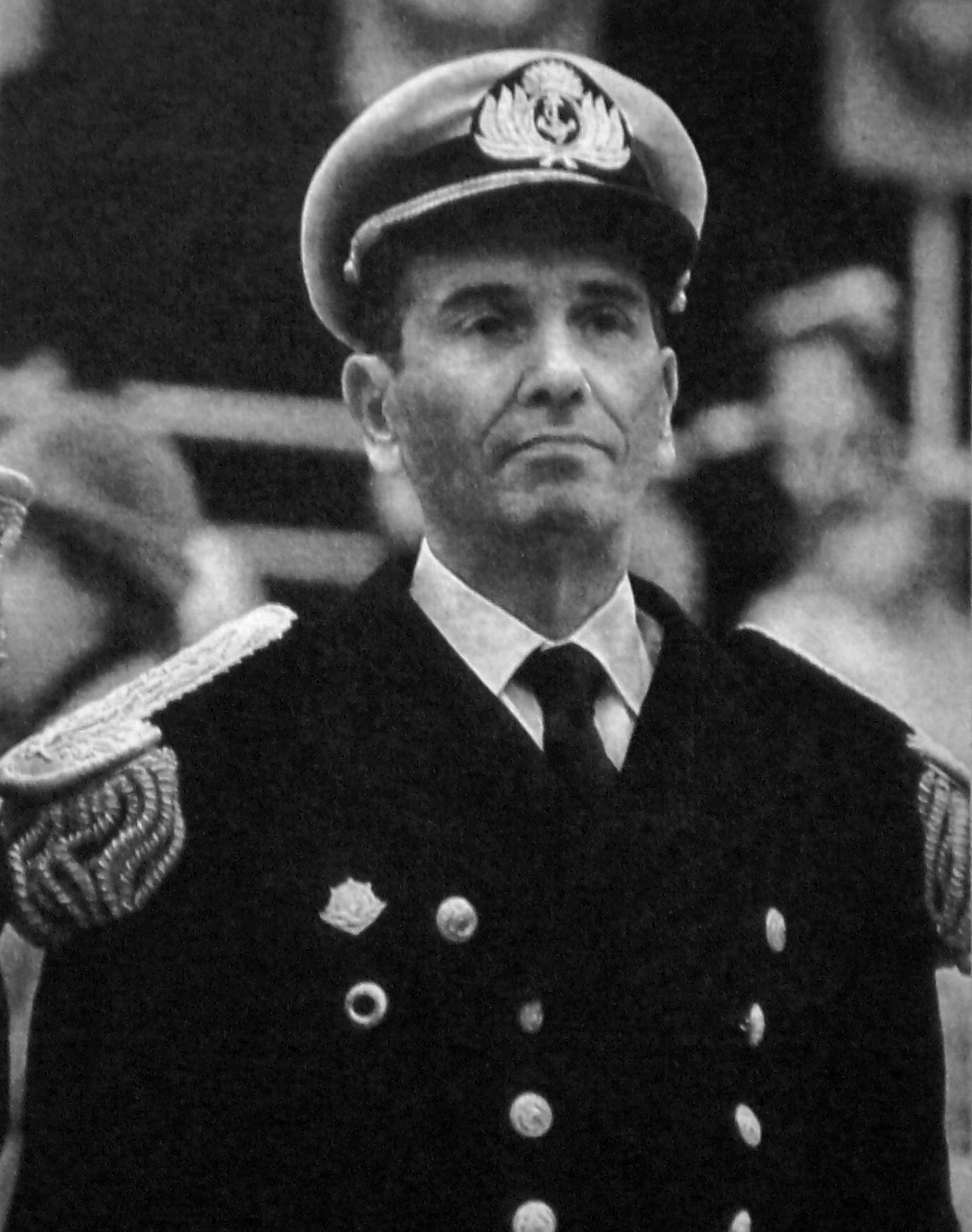
Jorge Isaac Anaya, commandant la marine argentine, ayant encouragé l'invasion.

L’enjeu des îles Malouines n’est pas anodin pour les deux pays, car elles sont une ouverture vers le continent Antarctique encore inexploité. Selon le spécialiste en géopolitique sud-américaine Carlos Alberto Pereyra Mele, ni l’Argentine ni le Royaume-Uni ne peuvent se permettre de perdre les Malouines : 

« L’Argentine a besoin du pétrole de l’archipel puisque, selon les statistiques de 2009 de son Secrétariat de l’énergie, 86,6 % de l’énergie consommée dans le pays provient du pétrole et du gaz, tandis que les réserves argentines pour ces deux ressources seront épuisées respectivement dans neuf et sept ans. Or, entre 2003 et 2010, l’utilisation du pétrole et de ses dérivés a cru de 37,3 % tandis que celle du gaz a cru de 23 %. Pour combler le déficit, l’Argentine a multiplié par sept ses importations de combustibles qui sont passées d’une valeur annuelle de 549 millions de dollars à 4,5 milliards de dollars américains[non pertinent].
Pour les Britanniques, l’archipel des Malouines, qui inclut les îles Sandwich du Sud et Géorgie du Sud, forme un vaste territoire maritime de 350 milles nautiques qui recèle de grandes richesses. Si on tient compte de l’Antarctique tout proche, la dispute entre le Royaume-Uni et l’Argentine concerne plus de trois millions de kilomètres carrés de plate-forme continentale »

Les îles et les eaux territoriales s’y rattachant permettraient aux deux nations de s’approprier les matières premières disponibles dans le continent Antarctique. Ce conflit pour l'instant non-armé est donc encore pertinent et d’actualité au XXIe siècle. Pour ce qui est du Royaume-Uni, la réplique militaire du gouvernement était certaine. Margaret Thatcher ne pouvait se permettre de perdre la face si proche d’une élection. L'inaction aurait ôté toute crédibilité à la Première ministre.

### Préludes
Nombre d'éléments et de signes ambigus se développent dans les années précédant le conflit.
D'un coté, la junte argentine affirme ses revendications sur les Malouines et espère ainsi détourner l'attention de l'opinion publique internationale et nationale sur trois points : l'issue défavorable à l'Argentine que l'arbitrage du pape a porté sur l'affaire des îles du Canal de Beagle, la période de répression féroce et les atteintes considérables aux droits de l'Homme qui ont suivi l'arrivée au pouvoir des militaires à Buenos Aires et la crise économique que le pays connaît en raison de la politique délibérément monétariste du gouvernement.
Elle pense pouvoir interpréter l'indifférence affichée par le Secrétaire d’État américain Alexander Haig comme une approbation implicite, de la part des États-Unis, d'une éventuelle invasion, car les États-Unis ont besoin de l'Argentine sur le continent sud-américain dans le cadre de leur lutte contre le communisme.
De l'autre coté, le gouvernement britannique montre des signes discrets mais visibles de désengagement et de désintérêt pour les îles. Des tiraillements certains entre les différents ministères et administrations se font jour. La dernière unité de la Royal Navy présente sur place, le navire HMS Endurance est prévue pour être retirée en 1981 dans le cadre d'une réduction globale et drastique de la flotte. La loi sur la nationalité britannique de 1981 retire la nationalité complète aux résidents des Îles Malouines.
Une menace subtile d'invasion se fait jour à l'ONU mais les Britanniques n'y font pas attention et continuent à négocier.
Ces éléments conduisent les observateurs extérieurs à des erreurs d'appréciation. Margaret Thatcher en est prévenue.
Le plan d'invasion est conçu par l'amiral Jorge Anaya, amiral notoirement anti-britannique de la marine argentine. Après l'échec des négociations en janvier 1982, les plans sont finalisés et l'invasion est prévue pour le mois de mai puis d'avril. Les conditions météorologiques sont déterminantes dans la décision, suffisamment tôt pour pouvoir bénéficier lors de l'invasion, des conditions de l'arrière saison australe tout en évitant une riposte pendant l'hiver austral, défavorable aux opérations militaires. Le 25 mars, le navire de patrouille pour l'Antarctique de la Royal Navy HMS Endurance reçoit l'ordre d'expulser de prétendus ferrailleurs civils argentins, véritablement des membres de l'armée argentine venus démonter une installation de chasse à la baleine sur l'île de Géorgie du Sud ainsi que hisser le drapeau national. Il en est toutefois empêché par trois vaisseaux de guerre argentins et n'insiste pas. Buenos Aires qualifie par la suite cet acte d'agression. Le 30 mars, malgré la preuve supplémentaire[réf. nécessaire] que la marine argentine embarque des troupes depuis la Base navale de Puerto Belgrano, le comité interarmées de renseignement du Royaume-Uni pour l'Amérique latine déclare que l'« invasion n'était pas imminente. »[réf. nécessaire]

### Rupture des relations diplomatiques directes entre l'Argentine et le Royaume-Uni
Lorsque les relations diplomatiques bilatérales sont rompues, les diplomates péruviens à Londres représentent les intérêts diplomatiques argentins auprès du gouvernement britannique. Les diplomates suisses représentaient la couronne britannique auprès des autorités argentines.

## Guerre
Le 26 mars 1982, le général Leopoldo Galtieri décide d'envahir l'île de Géorgie du Sud, située à 1 551 km, soit 837 milles marins des îles Malouines mais dépendantes, politiquement, de celles-ci. Baptisée « Operación Georgias », l'opération est dirigée par l’amiral Jorge Anaya et le capitaine de vaisseau Alfredo Astiz, tortionnaire de la dictature militaire au sein de la sinistre École mécanique de la marine.

### Défense britannique
Le gouverneur des îles Malouines, Rex Hunt, est informé par le gouvernement britannique de la possibilité d'une invasion argentine le 31 mars. Il prépare la défense avec les majors Mike Norman et Gary Noot, à la tête de 67 Royal Marines. La garnison (Naval Party 8901) est normalement composée de 40 hommes. Cependant, elle se trouve à cet instant renforcée par des troupes de relève supplémentaires.
L'effectif à terre est réduit à 55 quand 12 Royal Marines embarquent à bord du patrouilleur HMS Endurance (A171) pour observer des soldats d'infanterie de la marine argentine qui occupent la Géorgie du Sud depuis le 29 mars. Le HMS Endurance, armé de deux canons de 20 mm, embarque deux hélicoptères légers Westland Wasp. Il est le seul bâtiment de la Royal Navy présent dans les environs.
Vingt-trois volontaires de la Force de défense des îles Malouines (Falkland Islands Defence Force) se joignent à la garnison et sont déployés pour observer les points stratégiques. La caserne de Moody Brook est abandonnée. Le major Norman suppose que le principal débarquement se fera à proximité de l'aérodrome et sera suivi par une progression vers Port Stanley. Il divise son effectif en quatre groupes, chacun retranché le long de la route aérodrome–Stanley, et en mesure de se désengager pour se replier sur le PC situé à la résidence du gouverneur à Stanley. Une section est placée à l'est de Sapper Hill (en) entre Stanley et Lake Point. Des postes d'observation sont établis au nord de l'aérodrome et à l'ouest de Sapper Hill entre Mullet Creek et Stanley. Tôt le 2 avril, les hommes prennent position. Le petit navire marchand côtier Forrest de la Falkland Islands Company sort de Port William pour une surveillance radar.

### 1erau4 avril: opérationsRosarioetGeorgias

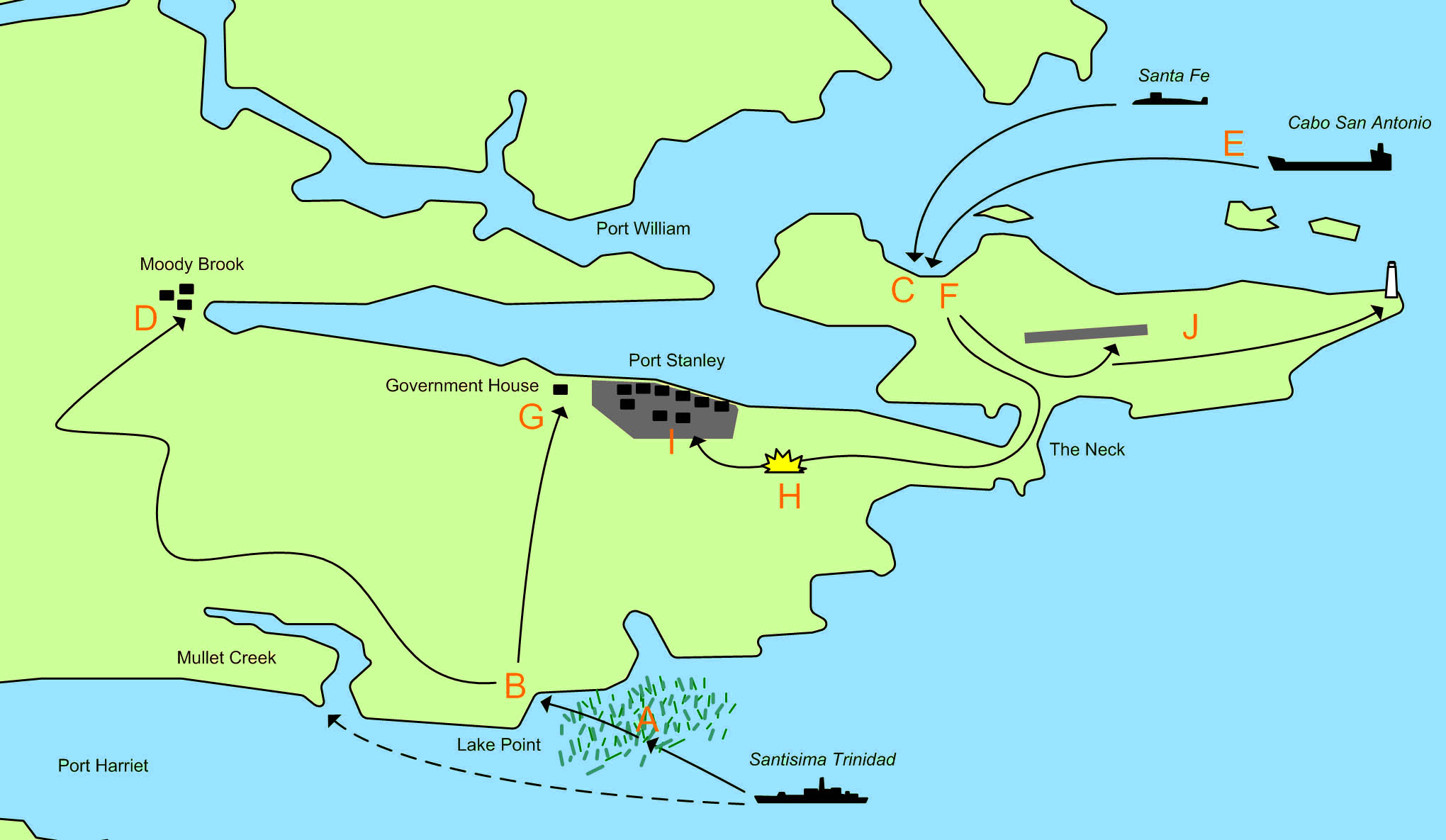
Operación Rosario.

La force navale d'invasion argentine est dénommée Task Force 40. Elle est composée de deux frégates de la classe Sheffield (Type 42) ARA Santísima Trinidad (D-2) (en) et ARA Hércules (B-52) (en), de deux frégates de la classe Drummond ARA Drummond (P-31) (en) et ARA Granville (P-33) (en), du sous-marin de la classe Balao (1942–1946) ARA Santa Fe (S-21) (en), du navire de débarquement de chars ARA Cabo San Antonio (Q-42) (en), du brise-glace ARA Almirante Irízar (Q-5) et du cargo ARA Isla de los Estados. La force d'invasion composée des compagnies D et E du deuxième bataillon d'infanterie de marine comprend 904 hommes. Parmi les 91 membres des forces spéciales de la marine argentine qui prennent part à l'opération, 76 sont du groupement de commandos amphibies (en) (Agrupación de Comandos Anfibios) et huit du groupement de plongeurs tactiques (Agrupación de Buzos Tácticos).
L'Operación Rosario débute au soir du jeudi 1er avril 1982, lorsque la frégate argentine ARA Santísima Trinidad (D-2) (en) de la Task Force 40 s'arrête à 500 mètres de Mullet Creek (en) au sud de Stanley et débarque une unité de forces spéciales de la marine argentine (Agrupación de Buzos Tácticos) pour l'occuper.
Tôt le matin du 2 avril, un autre petit groupe de forces spéciales est débarqué du sous-marin ARA Santa Fe pour reconnaître Yorke Bay, la principale plage de débarquement au nord-ouest de l'aérodrome et au nord-est de Stanley. À 4 h 30, les derniers des 92 commandos des forces spéciales de la marine qui prennent part à l'opération sont héliportés par des SH-3D Sea King, à Mullet Creek depuis le brise-glace ARA Almirante Irízar. À 5 h 45, le gros des forces débarquées à Mullet Creek a atteint la caserne de Moody Brook et se met en garde en vue de donner l'assaut. Le reste des commandos est en position pour attaquer la résidence du gouverneur (Government House). Durant leur approche, les frégates de la Task Force 40 prennent position pour appuyer de leur feu les troupes à terre, et le navire de débarquement de chars se dirige vers une plage non défendue de Yorke Bay.
Les assauts sont déclenchés juste après 6 h. Les Argentins lancent un puissant assaut contre la caserne de Moody Brook en utilisant des armes lourdes et des grenades au phosphore. Ils s'en emparent et font leurs premiers prisonniers britanniques. À 6 h 30, le navire de débarquement de chars ARA Cabo San Antonio commence le débarquement à Yorke Bay de vingt engins d'assaut amphibie Gémini des compagnies D et E du Deuxième bataillon d'infanterie de marine. À 6 h 45, des troupes se posent à l'aérodrome, héliportées depuis le ARA Almirante Irízar.
Le 3 avril, Rex Hunt et le major Norman décident de capituler, suivis le lendemain par la section du caporal York. Après la reddition, les Royal Marines et les volontaires sont rassemblés sur des terrains de sport. Ils sont photographiés, ce qui révolte l'opinion publique britannique. Les Royal Marines sont emmenés en Argentine à Comodoro Rivadavia en C-130 Hercules, puis en avion de ligne en Uruguay pour être rapatriés au Royaume-Uni.
Dans le même temps, le 3 avril, les Argentins envahissent la Géorgie du Sud (Operación Georgias), mais pensant n'avoir affaire qu'à des scientifiques du British Antarctic Survey, ils n'envoient qu'un navire de transport escorté d'une seule frégate de la classe Drummond. Ils tombent en fait sur un détachement de Royal Marines qui, avec leurs lance-roquettes, obligent la frégate à se mettre à l'abri et abattent un hélicoptère Puma. Mais, croulant sous le nombre, les Britanniques se rendent peu de temps après aux troupes argentines.
À Buenos Aires, de grandes foules envahissent la place de Mai en entendant les nouvelles.

### 2 avrilau2 mai: réplique diplomatique britannique et préparation militaire
Selon Nigel West, ancien parlementaire britannique et historien, Margaret Thatcher « a immédiatement eu l'intention de riposter. Mais elle fut atterrée lorsque son chef d'état-major lui annonça qu'il lui faudrait trois semaines pour mettre sur pied une force aéronavale seulement capable de traverser l'Atlantique… Elle battait certes des records d'impopularité, mais je pense surtout qu'elle a réalisé qu'elle pouvait être le premier chef de gouvernement depuis des décennies susceptible de laisser le Royaume-Uni perdre une partie de son territoire ». Sir John Nott, ministre de la Défense du gouvernement Thatcher, déclare : 

« Nous étions en pleine guerre froide, les gens oublient cela, les Falkland étaient bien loin de nos préoccupations… Il y avait toujours le risque qu'un incident mineur se transforme vite en catastrophe… À ce moment-là, j'avais reçu des avis très négatifs sur la possibilité de reprendre les îles Falkland… Grâce à la réactivité de la Royal Navy, nous avons pu constituer la force navale dès le mardi suivant, ce qui est un exercice remarquable. »

Il y avait deux menaces principales pour la centaine de navires de la force navale :
- les sous-marins argentins et surtout les avions de leur porte-avions constituaient une menace considérable ;
- les Exocets et Super-Étendard achetés à la France. Personne ne s'attendait à faire face à un tel missile rasant la surface de l'eau et impossible à intercepter. Il faisait courir le risque de perdre l'un des deux porte-avions.

La France a une mission de coopération militaire en Argentine. Cependant le gouvernement français ne procédera plus à aucune autre livraison et coopérera totalement avec le gouvernement britannique.
Afin d'empêcher l'Argentine d'acquérir des Exocet auprès d'autres pays que la France, le ministre de la Défense John Nott donne l'ordre aux services secrets britanniques de recenser tous les missiles Exocet sur le marché mondial et d'acheter tous ceux disponibles à la vente : « Nous avons acheté tous les Exocet disponibles à un prix supérieur à ce que pouvait payer l'Argentine. Les pays qui nous posaient le plus de problèmes étaient Israël et l'Afrique du Sud qui faisaient beaucoup pour aider l'Argentine. Nous avons réussi à les faire échouer avec l'aide des Français, Mitterrand s'entendit parfaitement avec Margaret Thatcher ». Les Français se sont chargés en particulier des Exocet AM39 en cours de livraison au Pérou, dont le président s'est déclaré prêt à aider l'Argentine par tous les moyens nécessaires. Le conseiller François Heisbourg invente une explication théâtrale pour expliquer le retard des livraisons à la diplomate péruvienne qui se faisait de plus en plus insistante : « les Britanniques ont peut-être saboté les Exocet à l'usine, nous allons devoir les démonter et les remonter. »

L’amiral John « Sandy » Woodward, chef de la force opérationnelle aéronavale (Task Force 317-8), commente lui-même ainsi : 

« La plupart des gens en Angleterre pensaient que nous allions échouer, les Américains aussi… Si l'un ou l'autre de nos deux porte-avions, disons si l'HMS Invincible, le plus petit, était touché, la mission devenait extrêmement difficile ; si c'était le porte-aéronefs HMS Hermes, le plus gros, c'était fini, peut-être même que l’Hermes seul n'aurait pas suffi. Il nous fallait les deux. »

 Pour Nigel West : 

« la conséquence d'une telle catastrophe aurait été la chute du gouvernement, la fin de la carrière politique de Madame Thatcher et un événement cataclysmique. »

 Margaret Thatcher est cependant très déterminée. Elle exerce une intense pression sur l'Argentine tandis qu'en quelques jours, la Royal Navy constitue la force opérationnelle prête à traverser l'Atlantique. Elle explique dans ses mémoires son obligation de le faire au nom du droit international, de la légitime défense de l'article 51 de la Charte des Nations unies et du droit des habitants des îles de rester britanniques, ignorés par les dictateurs argentins. L'opinion britannique soutient l'intervention de Margaret Thatcher malgré son impopularité.
La communauté internationale se montre plus divisée car, pour certains États, il s'agit d'un conflit entre un pouvoir colonial et un État régional. Toutefois, en raison de sa nature dictatoriale, le régime argentin peine à obtenir du soutien. La majorité des États des Nations unies prennent parti pour le Royaume-Uni en raison de la crainte de voir leurs propres frontières remises en cause (principe d'uti possidetis soli). Le gouvernement américain est très divisé sur la conduite à suivre. Francis Gutmann, alors secrétaire général du Quai d'Orsay, rapporte que François Mitterrand, président de la République française, prit très vite parti pour le Royaume-Uni, par reconnaissance envers l'ancien allié de la Seconde Guerre mondiale. Les États-Unis sont liés militairement aux deux pays. Le traité de l'Atlantique nord n'impose pas aux Américains d'aider les Britanniques dans l'Atlantique sud. Le pacte de Rio ne leur impose pas non plus de soutenir les Argentins, qui sont en position d'agresseur. Certains membres de l'administration préfèrent soutenir le Royaume-Uni en raison de la relation spéciale des États-Unis avec le pays et de la solidarité dans l'Otan, d'autres préférèrent soutenir l'Argentine pour poursuivre l'effort anticommuniste en Amérique latine. La représentante des États-Unis à l'ONU, Jeane Kirkpatrick, soutient cette dernière approche. Cette position reste isolée, dans la mesure où le régime castriste à Cuba et la junte sandiniste au Nicaragua soutiennent diplomatiquement, au nom de l'anticolonialisme, l'Argentine. À l'inverse, le Chili de Pinochet, par rivalité avec son voisin, aide le Royaume-Uni et lui permet d'utiliser ses bases.

#### 3 avril: résolution de l'ONU et actions diplomatiques
Le Conseil de sécurité adopte le 3 avril 1982 la résolution 502 (en) qui déplore une « rupture de la paix », et non un « acte d'agression », et réclame le retrait immédiat des forces argentines des îles Malouines. Cette nuance change la nature du conflit qui ne ressortit plus à la légitime défense de l'article 51 de la charte, mais devient le résultat d'une mesure prise par le Conseil de sécurité sous chapitre VII. Les États-Unis, la France, l'Irlande, le Japon, le Guyana, le Togo, la Jordanie, l'Ouganda, le Zaïre et le Royaume-Uni votent pour. Le Panama vote contre ; l'URSS, la Chine, l'Espagne et la Pologne s'abstiennent,. Les pays appartenant aux pays non-alignés n'ont pas soutenu l'Argentine. Par ailleurs, la résolution 505 du Conseil de sécurité des Nations unies, présentée le 26 mai par les non-alignés au sein du Conseil (Guyana, Irlande, Jordanie, Togo, Zaïre et Ouganda) et adoptée à l'unanimité, ne prend pas parti et charge le secrétaire général de l'ONU, Javier Pérez de Cuéllar, d'inciter les belligérants à se mettre d'accord, sous sept jours, pour élaborer un cessez-le-feu.
Le 6 avril, le secrétaire d'État de Reagan, Alexander Haig, convoque à Washington Costa Méndez (en), le diplomate en chef de la junte, pour essayer de trouver une issue diplomatique au conflit, et commence à faire la navette diplomatique pour concilier les deux pays, tous deux alliés des États-Unis.
Une zone d'exclusion totale (TEZ) de 200 milles nautiques est établie par les Britanniques le 7 avril autour des îles, à l'intérieur de laquelle tout navire argentin est considéré comme ennemi. Buenos Aires qualifie le blocus d'« acte d'agression » au sens de la résolution 3314 de l'Assemblée générale des Nations unies. L'URSS rejette l'argument de « légitime défense » et déclare cette mesure illégale, car elle limite de manière disproportionnée la liberté de navigation. Elle aurait proposé, selon l'astronome et journaliste Pierre Kohler, la fourniture de renseignements à l'Argentine et du 31 mars au 15 mai mis à sa disposition un total de dix-huit satellites militaires (neuf de navigation, cinq satellites d'espionnage photographique, deux satellites de surveillance océanique, deux satellites d'écoute électronique, un satellite de télécommunication et un satellite d'alerte[réf. à confirmer])
Tandis que Margaret Thatcher oppose une fin de non-recevoir aux efforts d'Alexander Haig, elle réclame une stricte application de la résolution 502 et refuse le projet américain de triple administration provisoire de l'île (américaine, argentine, britannique) en attendant de résoudre le conflit. Les Argentins rejettent eux aussi le projet américain de triple administration provisoire, mais Washington continue malgré tout à tenter de concilier ses deux alliés.
Le 10 avril, la Communauté économique européenne (CEE) vote des sanctions contre l'Argentine.
Le 19 avril, le ministre argentin des Affaires étrangères Nicanor Costa Méndez (en) demande à l'Organisation des États américains (OEA) l'application du TIAR (traité interaméricain d'assistance réciproque). Alors qu'Alfredo Astiz, qui s'était emparé de la Géorgie du Sud, avait déjà été fait prisonnier et la guerre engagée, le conseil consultatif de l'OEA vote le 28 avril une résolution. Bien que décevante du point de vue de la junte, elle donne toutefois raison aux revendications territoriales de l'Argentine, exige une trêve immédiate et blâme principalement le Royaume-Uni, tout en prenant acte de la résolution 502 du Conseil de sécurité. Le 29 avril 1982, l'OEA vote une résolution encore plus sévère à l'égard de Londres qui déclare que les « attaques armées, graves et réitérées » du Royaume-Uni contre l'Argentine portent « atteinte à la paix et la sécurité interaméricaines ». Cette nouvelle résolution ne fait plus référence à la résolution 502, et légitime les prétentions argentines. Par ailleurs, elle demande aussi à Washington de cesser d'aider Londres. Costa Méndez déclare alors que « les Malouines seront le Viêt Nam de la Grande-Bretagne ».
Alexander Haig laisse alors le Sénat américain voter une résolution contre l'Argentine (79 voix contre 1), suivi de la Chambre des représentants et fin avril le président Ronald Reagan, attribuant l'échec des négociations aux Argentins, se déclare en faveur des Britanniques et ordonne des sanctions économiques contre l'Argentine. Cependant, la Maison-Blanche n'abandonne pas ses efforts. Ainsi, Jeane Kirkpatrick, représentante des États-Unis devant l'ONU, charge le président péruvien Fernando Belaúnde Terry de trouver une issue diplomatique. Son plan reçoit le soutien de Costa Méndez, qui doit toutefois convaincre la junte, formée de trois généraux (Galtieri, Lami et Isaac Anaya) ; de son côté, Thatcher ne rejette pas ouvertement non plus le plan. La position de l'ambassadrice à l'ONU pour les États-Unis, Jeane Kirkpatrick, favorable aux intérêts argentins, irrite les Britanniques. Dans des documents déclassés en 2012, l'ambassadeur britannique aux États-Unis explique cette attitude par l'incompétence plutôt que la complaisance pour le régime argentin « fasciste ».
Le 23 avril, une déclaration complémentaire à la zone d'exclusion totale de 200 nautiques du 7 avril durcit les règles.

« À cet égard, le gouvernement de Sa Majesté désire maintenant annoncer que toute approche de navires de guerre, y compris les sous-marins et les navires auxiliaires, ou d'avions militaires, qui pourrait constituer une menace interférant avec la mission des forces britanniques dans l'Atlantique sud, rencontrera la réponse appropriée. Tout avion argentin, y compris civil, employé dans la surveillance de ces forces britanniques, sera considéré comme hostile et sera susceptible d'être traité en conséquence… »

Mais le 2 mai 1982, alors que José Antonio García Belaúnde presse Buenos Aires de lui répondre, le sous-marin britannique HMS Conqueror coule le croiseur ARA General Belgrano, qui naviguait pourtant hors des eaux interdites aux Argentins. En effet, depuis la veille, le croiseur argentin se dirigeait vers la zone d'exclusion après que l'amiral Juan Lombardo avait ordonné à toutes les unités navales argentines de se mettre en recherche de la force opérationnelle britannique et de lancer une « attaque massive ». À la suite de l'interception de cet ordre par les services de renseignement britanniques, Margaret Thatcher accepte la demande du Chef d'état-major de la défense Terence Lewin de modifier les règles d'engagement et autorise le Commander Chris Wreford-Brown (en) à attaquer le General Belgrano,. Le Conqueror torpille avec succès le croiseur argentin, ce qui tue plus de 300 hommes et fait capoter le processus diplomatique encore en cours. 
Enfin, avant l'assaut final contre Port Stanley, le président Reagan demande à Margaret Thatcher de bien vouloir renoncer à l'opération et permettre une issue qui sauverait la face des Argentins, à savoir un cessez-le-feu et une supervision internationale, ce que Thatcher refuse à trois reprises. Cette information, révélée au grand public en 2012, permet de considérer la guerre des Malouines comme l'un des rares moments de friction dans les relations entre le Royaume-Uni et les États-Unis,.
La Libye offre des armes en échange de renseignements argentins sur la recherche nucléaire. Le journaliste argentin Hernan Dobry affirme qu'Israël fournit des armes aux Argentins en passant par le Pérou. Selon son ouvrage, Menahem Begin, Premier ministre israélien de l'époque, nourrit une profonde haine contre les Britanniques depuis la pendaison d'un ami à l'époque du mandat britannique sur la Palestine. Israel Lotersztain, un employé de la compagnie de défense israélienne Isrex, indique avoir entendu Begin dire : « Est-ce que ça va servir à tuer les Anglais ? Allez-y alors. » « Begin haïssait les Anglais par-dessus tout. Tout le monde avait oublié l'occupation britannique, mais pas lui ».
Le Pérou soutient non seulement l'Argentine diplomatiquement mais aussi militairement, avec des opérations de renseignement et la vente, malgré l'embargo, de dix Mirage 5-PA pour 5 millions de dollars chacun (alors qu'ils étaient estimés à 20 millions de dollars chacun). Le Pérou est un des pays d'Amérique latine à avoir soutenu ouvertement l'Argentine lors de ce conflit.

### 2au20 avril: préparatifs militaires britanniques

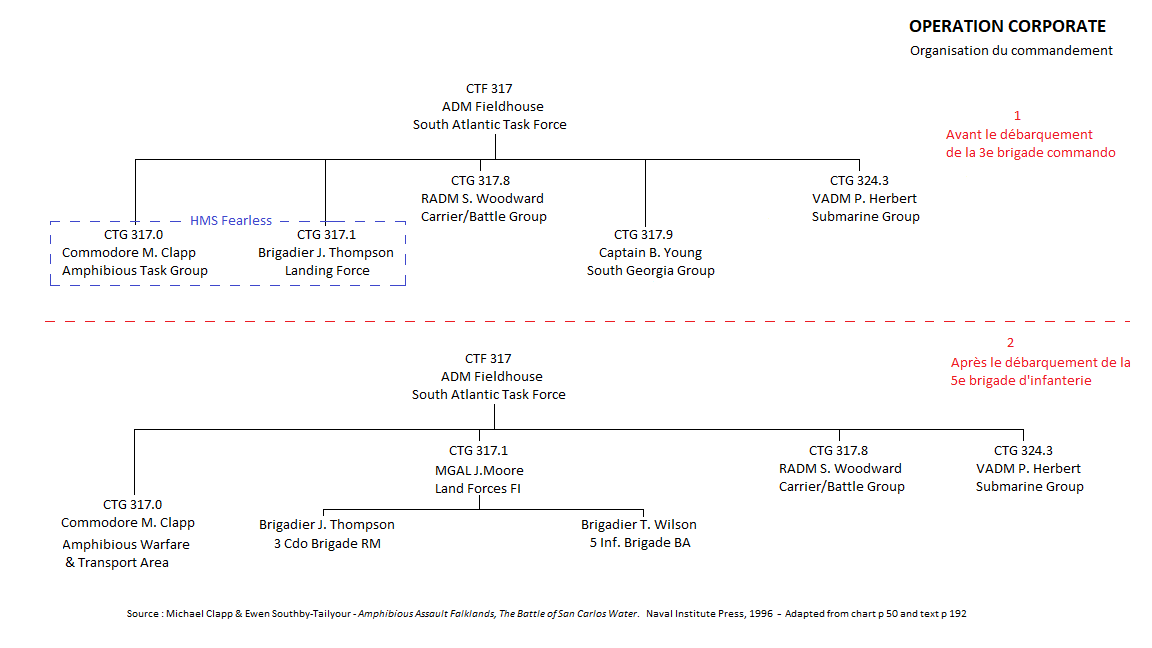
Organigramme du commandement britannique - Opération Corporate - 1982

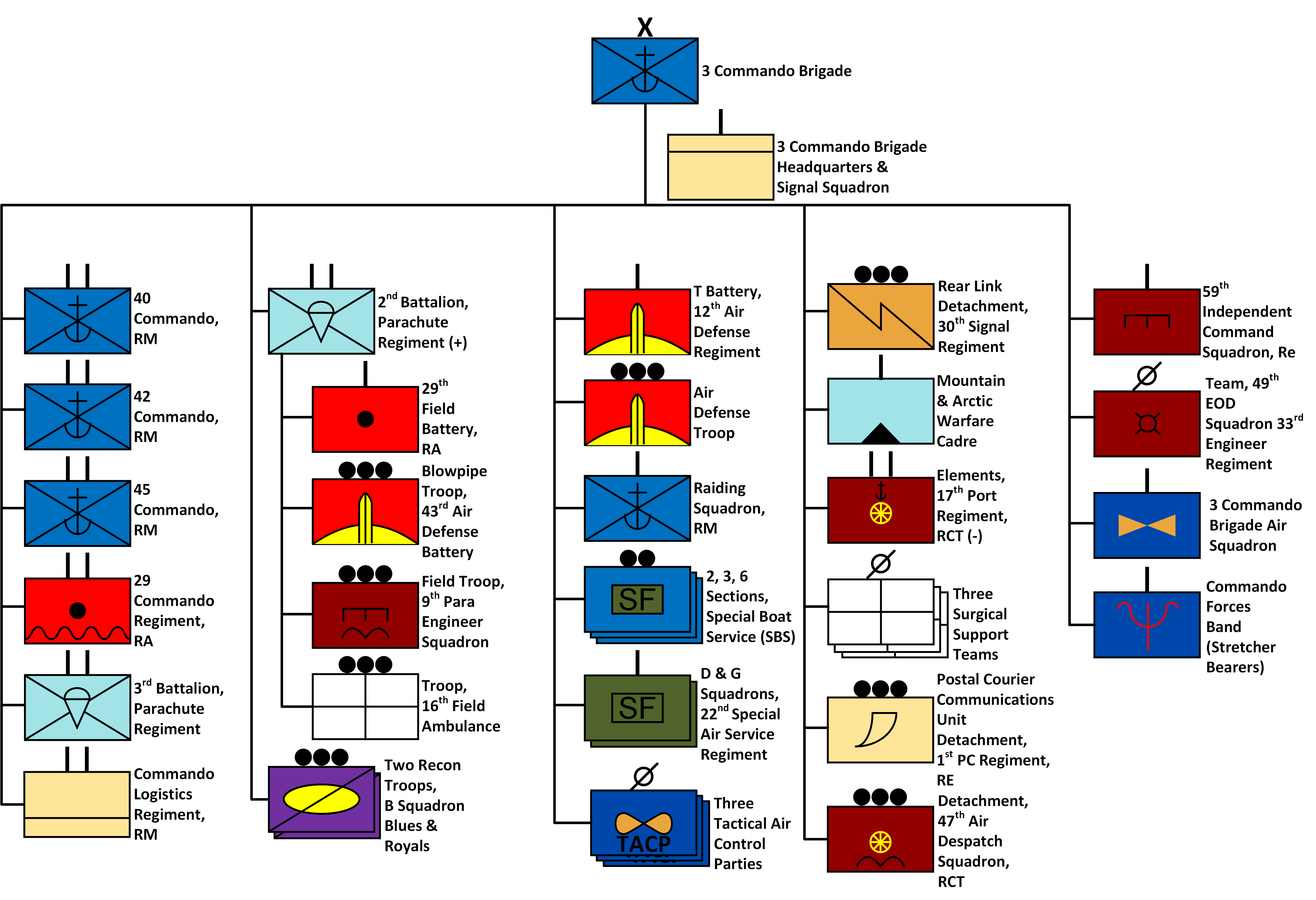
Organigramme de la 3e brigade de commandos - Opération Corporate - 1982

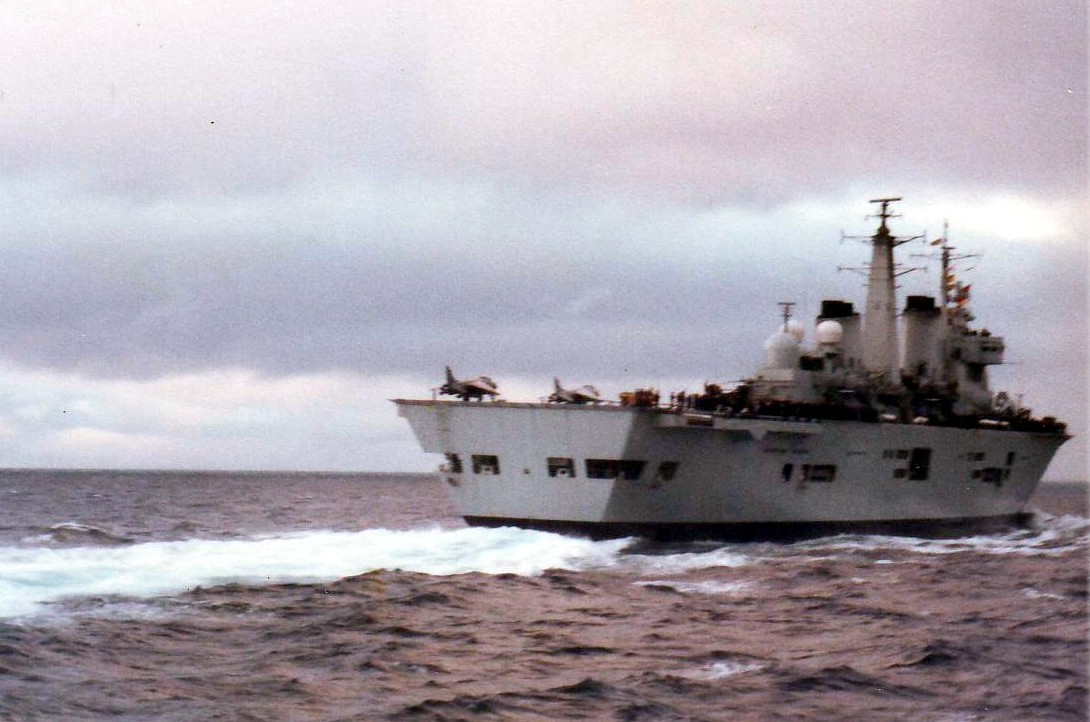
Le le 7 juillet 1982 dans la zone d'exclusion totale.

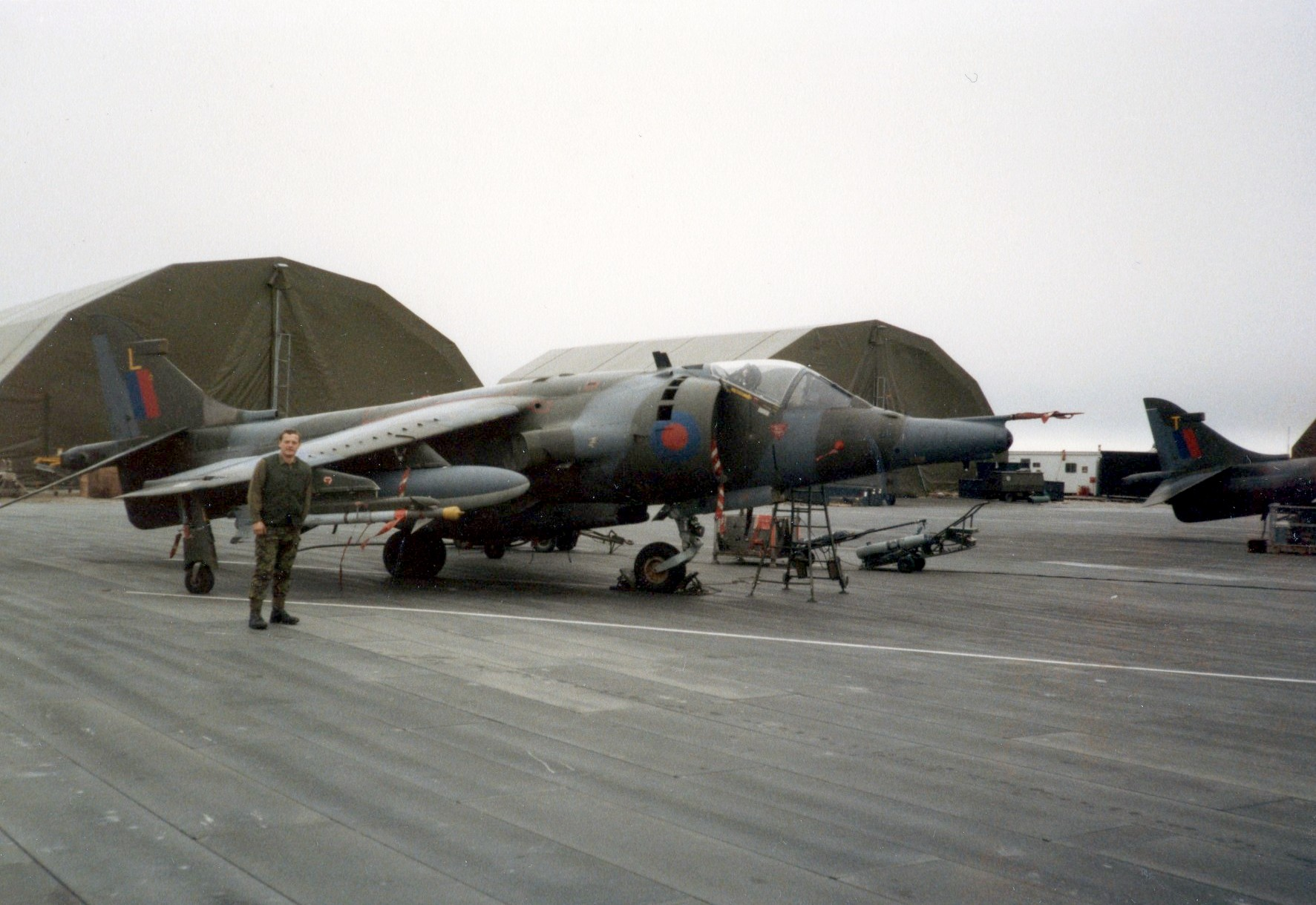
Un Harrier GR-3 de la RAF aux Malouines en 1984. Ces avions embarqués sur les porte-aéronefs ont effectué des missions de bombardement et d'appui au sol.

Une force opérationnelle interarmées, South Atlantic Task Force ou Combined Task Force 317 est constituée sous le commandement de l'amiral Fieldhouse qui la commande depuis le centre des opérations de la Navy à Northwood. Cette opération reçoit le nom de code Corporate. La presse la baptise « l'Empire contre-attaque ». Elle comprend 28 000 hommes. Elle est articulée en cinq composantes :

#### Le soutien des autres nations

##### Les États-Unis
Le soutien des États-Unis au Royaume-Uni comprend la fourniture de la plus récente version L des missiles AIM-9 Sidewinder et de renseignements collectés par les satellites espions ainsi que la mise à disposition de satellites de communications militaires. En remerciement, Caspar Weinberger et Ronald Reagan seront faits chevaliers de l'ordre de l'Empire britannique par la reine Élisabeth II[réf. nécessaire].

##### La France
La France participe de manière importante à la préparation britannique. Le président français François Mitterrand demande aux services de renseignement de transmettre aux Britanniques des informations concernant les avions Mirage III et les missiles Exocet vendus auparavant par Paris à Buenos Aires. Des exercices ont lieu au large de la Bretagne entre les deux armées et des informations confidentielles sont transmises par le directeur général de la Sécurité extérieure Pierre Marion sur la position et les caractéristiques des Super-Étendard et Exocet vendus à l'Argentine ainsi que des contre-mesures aux missiles. De plus, les avions britanniques peuvent faire escale à Dakar grâce aux Français. L'étendue de l'aide française est telle que John Nott, secrétaire à la Défense de l'époque, a qualifié dans ses mémoires la France de « meilleur allié » lors de la guerre des Malouines[réf. nécessaire]. Au début de la guerre, une équipe technique française de AMD-BA se trouve en Argentine où elle travaille à rendre opérationnels les cinq premiers Super-Étendard et les remettre à une seconde équipe de la SNIAS fabricant des missiles Exocet AM39 qui doit effectuer le câblage final. Un embargo est immédiatement décrété par la France et la mission de l'équipe SNIAS est annulée. Toutefois, personne ne pense à prévenir les techniciens de Dassault, qui ne reçoivent aucun ordre de stopper leur travail. Le conseiller François Heisbourg du ministre de la Défense français avouera : « nous avons fait une énorme connerie… les décrets-lois sur l'embargo de la livraison de matériel militaire ne concernent jamais les volets d'assistance technique… si je l'avais réalisé nous aurions pris d'autres mesures immédiatement selon la volonté du président de la République. » Les techniciens de Dassault continuent donc leurs tâches comme ils le doivent, sous la menace des Argentins qui les surveillent jusque devant leur hôtel. Finalement quatre des cinq avions Super-Étendard sont déclarés « bons de vol ». Les techniciens argentins qui connaissent le câblage des Exocet MM38 utilisés sur leurs destroyers T42 depuis plus d'un an réussissent à faire le câblage des Exocet AM39 sur les quatre Super-Étendard prêts.

#### Logistique

##### Logistique aérienne
Le soutien logistique intégré est important pour une telle expédition et mobilise une forte proportion des capacités des forces britanniques en ce domaine.
Dès le 1er avril, un pont aérien est mis en place depuis des bases aériennes du sud de l'Angleterre à destination de Gibraltar et de l'île de l'Ascension, pour ravitailler la flotte RNAS Culdrose (HMS Seahawk) à Helston, RNAS Portland (HMS Osprey) (en) à l'île de Portland, RNAS Yeovilton (HMS Heron) de Yeovil, RAF Lyneham de Lyneham, RAF Brize Norton). Des Vickers VC-10 et Lockheed C-130 Hercules font jusqu'au 11 juillet des vols vers l'Ascension. Ils utilisent comme escale l'aéroport de Gibraltar, l'aéroport international de Dakar au Sénégal et l'aéroport international de Banjul en Gambie.
Le 3 avril, alors que la Géorgie du Sud-et-les îles Sandwich du Sud sont occupées par les Argentins, les premiers avions de transport britanniques arrivent à l’île de l'Ascension.
Une fois débarqués, les quelque 10 000 hommes du corps expéditionnaire bénéficient de 40 largages effectués par des Hercules.

#### Logistique navale
Les équipages dépassent 9 000 personnes et 50 navires de commerce complètent la flotte de la Royal Fleet Auxiliary. Ils approvisionnent 30 000 tonnes de munitions, ravitaillement, provisions et 480 000 tonnes de carburant (aucun des navires de la force navale et surtout des porte-aéronefs ne dispose de propulsion nucléaire et ils seront ravitaillés tous les trois jours). La consommation hebdomadaire est de 600 tonnes de nourriture et 1 500 tonnes d'eau douce.
À partir du 2 avril, du ravitaillement arrive par route de l'ensemble des dépôts de Grande-Bretagne sur les bases aériennes, bases navales et ports de commerce d’où part l'expédition. Soixante-dix navires de support dont vingt-cinq pétroliers accompagnent les navires de guerre et les transports de troupes. Ces derniers partent de HMNB Devonport à Plymouth et de HMNB Portsmouth à Portsmouth. Les troupes bénéficient d'une escale à Freetown au Sierra Leone avant que l'ensemble des navires ne se regroupe sur l'île de l'Ascension à 7 830 km de leurs bases de départ et à 6 950 km des Malouines. Le 5 avril, le gros de la force d'intervention britannique (porte-avions et transporteurs de troupe), rassemblée et préparée en moins de cinq jours, quitte Portsmouth pour l'Atlantique sud. Trois jours plus tard, les frégates HMS Broadsword (en) (F88) et HMS Yarmouth quittent Gibraltar.
Le 9 avril, le paquebot SS Canberra quitte Southampton avec 2 000 hommes. Le lendemain, le premier groupe de destroyers (HMS Antrim (en)) arrive à l’île de l'Ascension. Mi-avril, l'escadre navale britannique, soutenue par des bombardiers Vulcan et des ravitailleurs Victor, atteint l'île de l'Ascension, escale obligatoire considérée comme point de non-retour dans l'engagement armé.
Les hélicoptères de transport embarqués sur les navires effectuent 2 000 navettes durant la campagne. Mais la perte de l'Atlantic Conveyor (six hélicoptères et des matériels vitaux) est un coup dur pour eux.

### 25 avril: reprise de la Géorgie du Sud
Le 21 avril, le groupe du HMS Antrim commence ses reconnaissances autour de la Géorgie du Sud. Le 25 avril, les forces britanniques des SAS débarquent en Géorgie du Sud dans le cadre de l'opération Paraquet. Malgré une météo difficile, l'île est reprise.
Le sous-marin argentin Santa Fe, attaqué par des hélicoptères au début de l’opération, est abandonné par son équipage à Grytviken. La petite garnison et l’équipage se rendent à 16 heures. Un marin argentin est abattu à la suite d'une bavure, il est la seule victime des opérations.
Le commandant Alfredo Astiz signe la reddition sans conditions de ses forces à Leith Harbour le 26 avril sans avoir tiré un seul coup de feu et il est fait prisonnier de guerre. Ses galons d'officier seront par la suite exposés à l'Imperial War Museum de Londres. Recherché pour la disparition forcée de deux religieuses françaises, Léonie Duquet et Alice Domon, ainsi que d'une Argentino-Suédoise, Dagmar Hagelin, Astiz fait l'objet de demandes d'extradition de la part de Paris et Stockholm, mais Londres s'y refuse, invoquant les Conventions de Genève.

### 1ermai: raids aériensBlack Buck

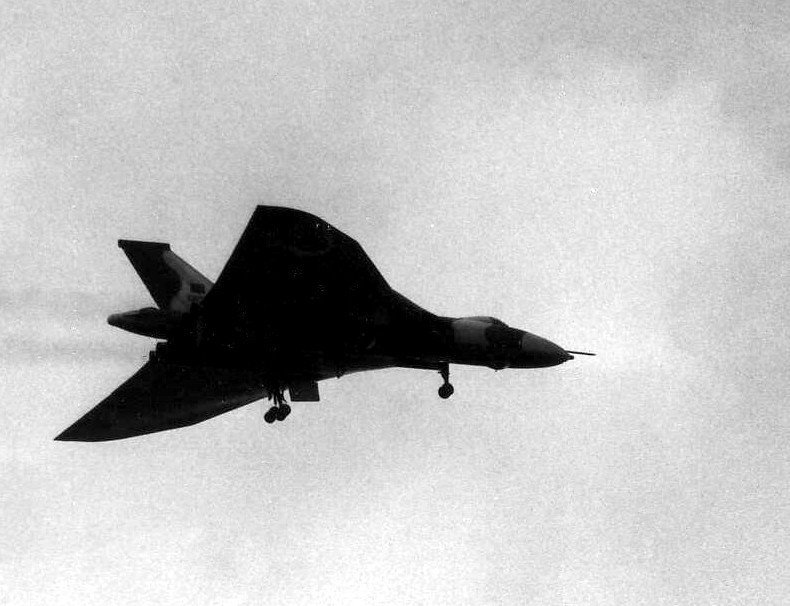
Un bombardier Avro Vulcan en approche de l'île de l'Ascension le 18 mai 1982.

Le 1er mai, les opérations contre les Malouines s'ouvrent avec les attaques de nuit par un Avro Vulcan (XM 607) du Sqdn 44 de la RAF basés sur l'île de l'Ascension, contre l'aéroport de Port Stanley lors de l'opération Black Buck 1. Ces avions à rayon d'action moyen doivent être ravitaillés plusieurs fois comme leurs ravitailleurs, ce qui oblige à un effort logistique important (onze Victor des Sqdns 55 et 57). Une seule bombe de 454 kg sur 21 touche la piste et cause des dégâts minimes, mais les Argentins se rendent compte de leur vulnérabilité et décident de maintenir leurs avions à réaction sur le continent. Il est généralement admis[Par qui ?] que cette mission est un échec tactique mais une réussite stratégique[réf. nécessaire].

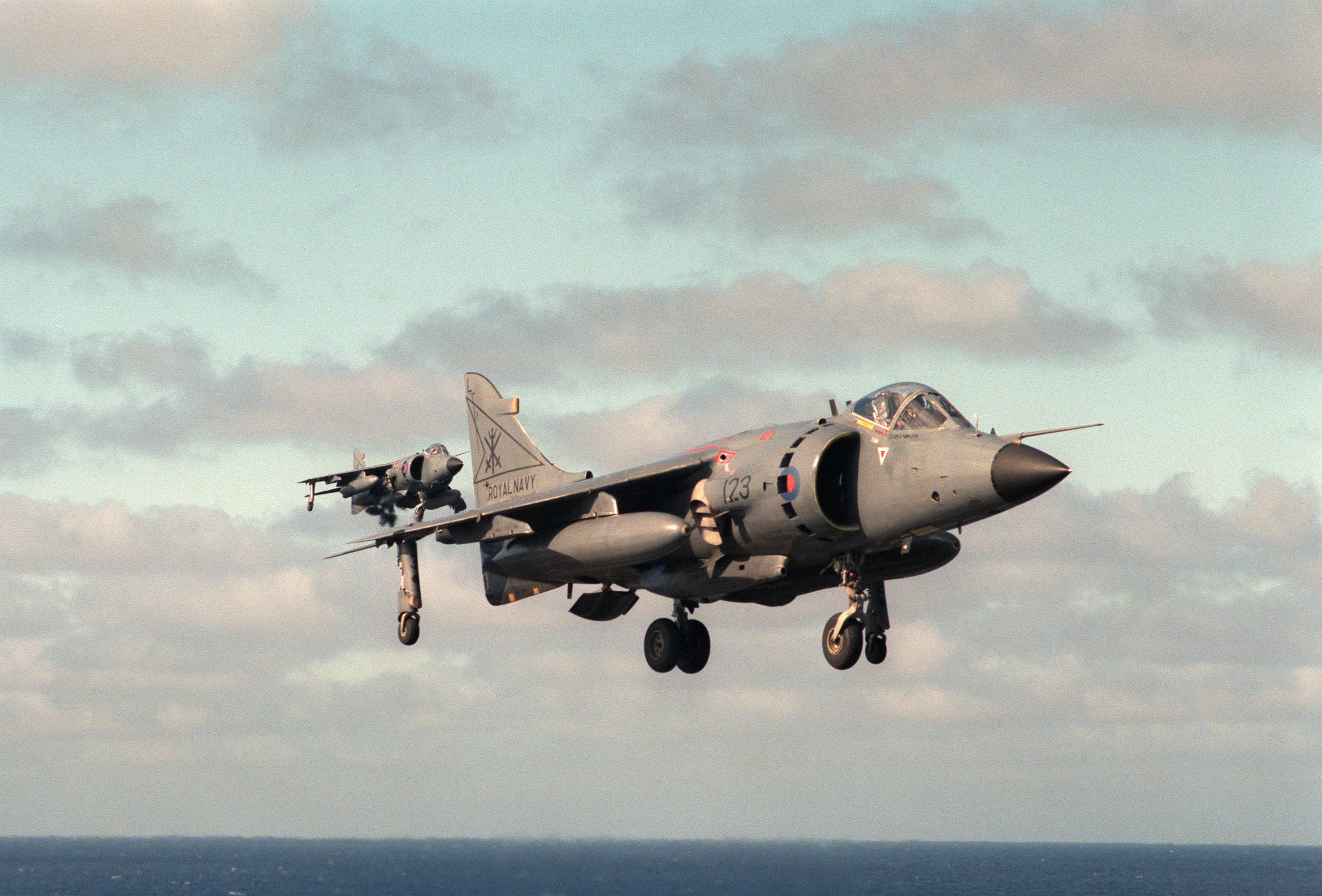
Deux Sea Harrier du 800 Naval Air Squadron, affecté au, en 1984.

Quelques minutes après Black Buck, neuf Sea Harrier du HMS Hermes poursuivent le raid en lâchant des chapelets de bombes sur Port Stanley et les terrains d'aviation à Goose Green. Les deux missions détruisent des avions au sol et font quelques dégâts sur les infrastructures des aéroports.
Dès le début des opérations de débarquement, la Force aérienne argentine lance une attaque avec le Grupo 6. Quatre de ces appareils sont détruits par les Sea Harriers tandis que les combats s'engagent entre d'autres Harriers et les chasseurs Mirage III du Grupo 8. Chaque côté refuse de se battre à la meilleure altitude de l'autre, les Mirages sont contraints de descendre. L'un des Mirages est abattu et un autre, endommagé, se dirige vers Port Stanley où les défenseurs argentins, victimes de la confusion, l'abattent.
Des forces spéciales britanniques SAS et SBS sont débarquées sur les Malouines pour des missions d'observation.

### 28 avrilau20 mai: premières opérations

#### 2 mai: torpillage duGeneral Belgrano

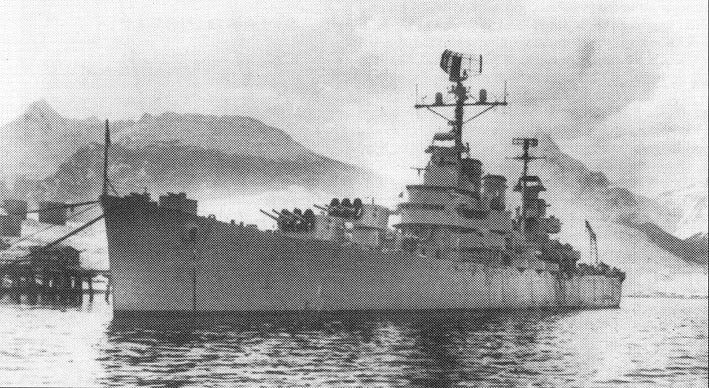
Le ARA General Belgrano à Ushuaïa quelques jours avant son torpillage.

Le Royaume-Uni avait prévenu le 23 avril l'Argentine de sa faculté d'attaquer les navires ennemis hors de la zone d'exclusion.
Le croiseur léger argentin datant de la Seconde Guerre mondiale ARA General Belgrano quitte le 28 avril son port d'attache avec la Task Force 79 pour faire face à la marine britannique qui arrive sur zone à vive allure. Selon des documents britanniques déclassifiés en 2003, le croiseur General Belgrano avait reçu le 1er mai l'ordre d'attaquer les forces britanniques, ordre intercepté par le GCHQ.
Le 2 mai, alors qu'il recherche le groupe aéronaval du Veinticinco de Mayo, le croiseur ARA General Belgrano est coulé par le sous-marin nucléaire d'attaque HMS Conqueror hors de la zone d'exclusion et 323 Argentins périssent dans le naufrage. Le journal britannique The Sun titre « GOTCHA » (« On vous a eus »). Cette perte marque le véritable début du conflit. Elle durcit l'attitude de la junte, qui rompt les négociations, et elle est utilisée au Royaume-Uni par les antimilitaristes. Elle contribue aussi au retour au port de la task force maritime argentine qui n'en ressortira plus.
Une polémique naît car le General Belgrano s'éloignait de la zone d'exclusion et ne représentait plus une menace immédiate lorsqu'il a été attaqué. Margaret Thatcher a toujours affirmé le contraire et les documents britanniques déclassifiés en 2003 montrent qu'elle avait de bonnes raisons de le penser. En 1994, le gouvernement de Carlos Menem admettra qu'il s'agissait d'un acte de guerre légitime. Le commandant Héctor Bonzo (es) du Belgrano reconnaîtra lui aussi en mai 2003, dans un entretien télévisé, que l'éloignement du navire de la zone n'était qu'une manœuvre temporaire : « Notre mission… n'était pas de simplement croiser dans la zone mais d'attaquer ».
John Nott déclare :

« la décision d'autoriser la Royal Navy à couler le General Belgrano fut la plus facile de la guerre, car le Belgrano constituait une menace considérable pour notre flotte alors que les combats n'avaient même pas encore commencé. Les deux navires d'escorte du Belgrano représentaient en outre une menace encore plus grave que le vieux croiseur, car ils étaient équipés de missiles Exocet MM38 français. »

Selon l'amiral Woodward, « le commandant Hector Bonzo ne se comportait pas comme on doit le faire en période de guerre : les portes des compartiments n'étaient pas fermées et les flammes se sont répandues dans tout le bâtiment… Un cinglé, un incapable… Les deux escorteurs ont fui sans tenter de sauver les naufragés ».
En dépit des controverses, ce torpillage par le seul sous-marin nucléaire HMS Conqueror a une importance stratégique : obéissant aux ordres de l'amiral Anaya (le plus belliciste des trois généraux), toute la flotte argentine, y compris les deux destroyers d'escorte du General Belgrano, se réfugie dans les ports et autour du porte-avions ARA Veinticinco de Mayo, ce qui supprimait une menace pour l'escadre britannique, les forces aériennes argentines restant seules en scène.
Le 2 mai, les Grumman S-2E Tracker argentins prennent contact avec l’avant-garde britannique. Les A4Q Skyhawk sont armés de bombes de 227 kg et parqués en attente d’un assaut. Ils tentent d’attaquer la flotte britannique le 2 mai 1982, mais le mauvais temps, l’absence de vent gênant le décollage des Skyhawks du pont du Veinticinco de Mayo, la perte du contact avec les navires britanniques puis la perte du croiseur General Belgrano mettent fin à ces tentatives,.
Le 3 mai, deux hélicoptères Lynx du HMS Coventry et du HMS Glasgow coulent deux patrouilleurs argentins. Le torpillage du General Belgrano, qui a bloqué la marine argentine dans ses ports, montre qu'avec le porte-avion, le sous-marin nucléaire devient le capital ship des marines modernes.
Le Royaume-Uni prétendait ne pas être capable de casser les codes cryptographiques et a eu recours à l'alliance ouest-européenne Maximator pour le faire. Cependant, en 2020, les cryptoleaks dévoilent l'existence de l'Opération Rubicon, un programme d'espionnage de la CIA centré sur la vente de matériel de cryptographie corrompu, grâce au contrôle de l'entreprise suisse Crypto AG auprès de laquelle les forces armées argentines s'étaient équipées. Les messages des forces armées argentines pouvaient ainsi être facilement déchiffrés par leurs adversaires.

#### 4 mai: perte duSheffieldattaqué à l'Exocet
Le matin du 4 mai, un P-2 Neptune de patrouille argentin détecte quatre échos de navires britanniques, dont deux qui semblent être un destroyer type 42 ou un porte-avions. Deux Super-Étendards décollent, armés chacun d'un missile Exocet AM39 et se ravitaillent sur C-130 peu après le décollage. Ils sont pilotés par le lieutenant Armando Mayora et le commandant Augusto Bedacarratz (en) qui raconte leur attaque : 

« Nous nous approchons à basse altitude. Les conditions météorologiques sont difficiles pour la navigation, mais idéales pour la mission car la visibilité est très faible à cause de la brume au-dessus de la mer, qui nous masquera. À 40 nautiques de la position des échos détectés par le P-2 Neptune, nous remontons à 1 500 pieds et nous allumons nos radars pour rechercher les navires britanniques. Nous n'avons que cinq secondes, car au-delà nous serions détectés par les radars des navires. La recherche est infructueuse. Je communique en morse par des clics radio pour indiquer discrètement au lieutenant Mayora que nous redescendons à 80 pieds au ras des flots. À 25 nautiques de la position, nous remontons à 600 pieds et allumons nos radars : immédiatement nous détectons les échos des navires britanniques. Nous tirons nos deux missiles sans connaître la nature exacte de nos cibles. Nous ne découvrirons le résultat de notre attaque que l'après-midi en suivant les informations données par les Britanniques »

D'après les Britanniques, un des missiles rate le HMS Yarmouth (F101), mais le second touche le destroyer du type 42 HMS Sheffield, en mission de couverture radar, et cause la mort de 22 marins. Le missile lui même n'explose pas mais c'est la poudre de propulsion qui, en brûlant, met le feu au navire. Le Sheffield coule le 10 mai au cours de son remorquage pour la Géorgie du Sud. D'après le pilote de chasse Jean-Pierre Otelli, après l'attaque, aucun avion ne décolle de l'HMS Hermes, et quelques heures après, le bâtiment est évacué de la zone des combats à vitesse réduite. Le lendemain, ses avions sont transférés sur le HMS Invincible, mais cette information n'a jamais été confirmée par l'une ou l'autre des parties.
Pendant qu'il combat l'incendie sur le Sheffield, le Yarmouth subit l'attaque d'un sous-marin de la classe Guppy qui lui lance neuf torpilles. Aucune des torpilles AEG SST-4 n'explose, ce qui déclenche un contentieux avec l'Allemagne à la fin de la guerre[réf. nécessaire]. Néanmoins, les destroyers sont retirés de la zone de combat, ce qui diminue la protection de l'escadre principale.
Les conditions météorologiques se dégradent avec l'arrivée de la mauvaise saison, et le 7 mai Londres déclare que tout navire ou aéronef militaire argentin à plus de 12 nautiques des côtes argentines sera attaqué.
Le 9 mai, le chalutier espion argentin Narwal est coulé. Les positions autour de Stanley sont bombardées par la marine et les Harrier. Le 11, le bâtiment de ravitaillement argentin Isla de Los Estados est coulé par le HMS Alacrity. Le 12, le Queen Elizabeth 2 quitte Southampton avec la Cinquième brigade d'infanterie à son bord ; le contingent britannique en route pour les Malouines compte près de 10 000 hommes. Quatre Skyhawk argentins sont abattus en opération. Le HMS Glasgow est touché par une bombe qui n'explose pas.

#### 15 mai: raid sur l'aérodrome de l'île Pebble
Le 15 mai, un raid des SAS sur l'île Pebble se solde par la destruction au sol de onze avions argentins (six Pucara, quatre Turbomentor et un Skyvan) sans compter les munitions et le carburant détruits, cela sans aucune perte côté britannique. Le même jour, trois Skyhawk argentins sont abattus. Le lendemain, les bombardements des installations militaires autour de Stanley continuent, et trois navires argentins sont touchés.
Le 20 mai, un hélicoptère Sea King du HMS Invincible transportant une équipe des forces spéciales est envoyé détruire une base aérienne argentine de la Terre de Feu (opération Mikado). Cette base abritait un escadron de cinq avions de chasse Super-Étendard ; la mission consiste à détruire les trois missiles Exocet encore en possession des forces armées argentines. Du fait des conditions météorologiques très mauvaises, la mission est interrompue à 7 milles de la base aérienne. L'équipe met en œuvre le plan de secours : l'hélicoptère se pose au Chili où un sous-marin britannique récupère les forces spéciales ; le pilote de l'hélicoptère détruit ensuite son appareil près de Punta Arenas, ville où les trois derniers membres d'équipage sont récupérés par l'armée chilienne et rapatriés au Royaume-Uni.

### 21au25 mai: débarquement et réaction aérienne argentine

#### 21 mai: débarquement à Port San Carlos

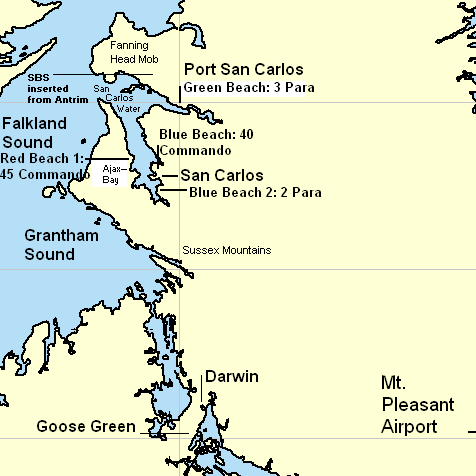
Carte du débarquement.

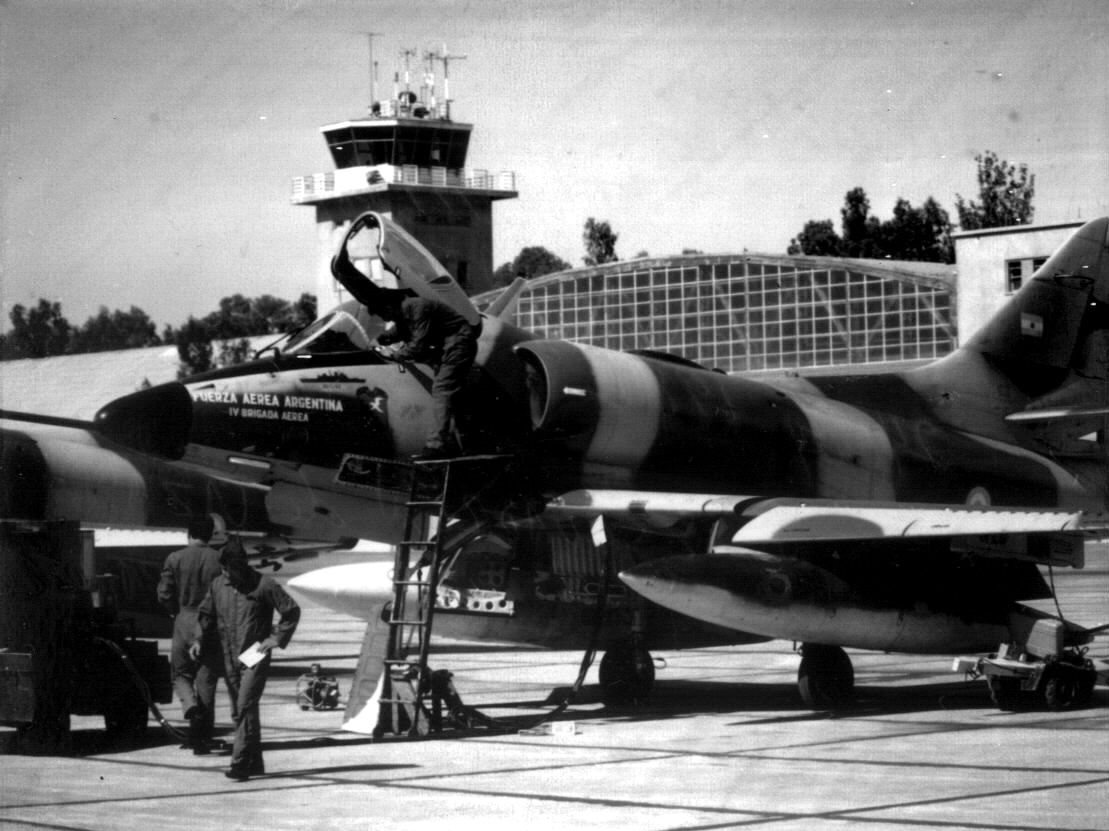
A-4C argentin de la durant la guerre des Malouines sur la base de Mendoza-El Plumerillo, le 24 mai 1982.

Au cours de la nuit du 21 mai, les Britanniques réalisent un débarquement amphibie de 4 000 hommes à Port San Carlos (sur les plages de la côte nord des Malouines, à 100 km à l’ouest de Stanley) et s'assurent de son contrôle. Le plan vise à se rendre maître de Darwin et Goose Green avant de se tourner vers Port Stanley. Les Argentins lancent des attaques aériennes répétées contre les navires britanniques en piquet radar antiaérien dans le Falkland Sound: la frégate HMS Ardent (F184) est coulée, les destroyers HMS Argonaut (en)(F56) et le HMS Brilliant (F90) sont gravement endommagés, l'Antrim reçoit deux bombes non explosées, les transports de troupes demeurent intacts. Dix-sept avions argentins et quatre hélicoptères sont détruits.
Le 23 mai, la tête de pont est consolidée, 5 000 hommes sont à terre. L'HMS Antelope (en)(F170) coule lors d'une tentative de désamorçage d'une bombe non explosée. Un Harrier est perdu en mer. Les Argentins perdent huit avions.

#### 25 mai: perte de l’Atlantic Conveyor
Le 25 mai, le MV Atlantic Conveyor, porte-conteneurs réquisitionné, est coulé par deux missiles Exocet lors d'une attaque dirigée par des Super-Étendards qui cherchent à toucher le porte-avions Hermes. Le porte-conteneur a une cargaison composée de la quasi-totalité des hélicoptères lourds de la Task Force avec lesquels les Britanniques espèrent se projeter rapidement de la tête de pont de San Carlos vers Port Stanley (six hélicoptères Wessex du no 848 Naval Air Squadron et quatre CH-47 Chinook du Squadron 18 de la RAF). Il comprend en outre des plaques Pierced Steel Planking (PSP) et les tentes nécessaires à la construction d'un terrain d'aviation provisoire à San Carlos qui permettrait notamment de faire se poser les hélicoptères et des Harrier d'appui tactique. Les missiles sont passés près de la frégate HMS Ambuscade (Type 21) (F172) qui les a déviés en lançant des leurres à paillettes. Ils se sont alors dirigés vers l'Atlantic Conveyor qui n'en dispose pas et n'a pu les éviter. François Heisbourg, conseiller du ministre français de la Défense, déclarera que « si un second navire logistique comme l'Atlantic Conveyor […], rempli de conteneurs, des moyens logistiques permettant au corps expéditionnaire de fonctionner une fois débarqués, avait été coulé, il est assez peu probable que les Britanniques soient allés au bout. Le danger était massif. » Le HMS Coventry, du même type que le Sheffield, est coulé par trois bombes de 500 kg alors qu'il est avec le HMS Broadsword. Les Argentins perdent cinq avions.
Le 27 mai, les 263 survivants du Sheffield arrivent en Grande-Bretagne. Les installations à terre de San Carlos sont attaquées pour la première fois. Les Argentins perdent deux avions.
Au total, les Argentins perdent plus de trente avions et hélicoptères dans ces attaques. Des rapports après la guerre indiquent que les dégâts auraient été bien plus importants pour les Britanniques si, le 15 mai, des commandos n'avaient pas détruit des avions au sol.

### 26-27 mai: prise de Goose Green

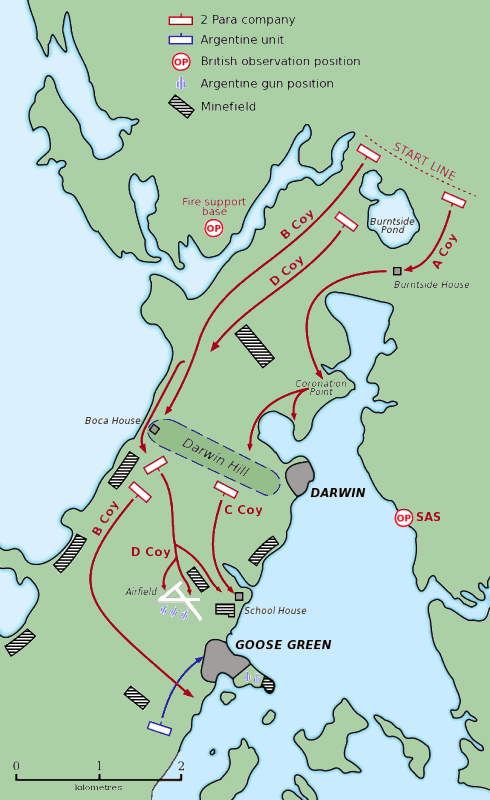
Carte de la bataille de Goose Green.

Bien qu'inférieurs en nombre (un contre trois), les parachutistes britanniques approchent et attaquent, les 27 et 28 mai, les sites de Darwin et de Goose Green tenus par le 12e régiment d'infanterie argentin. Cette bataille est la plus longue et la plus dure du conflit (Quatre Beechcraft T-34C Mentor de l'aviation argentine utilisent du napalm). Dix-sept Britanniques et deux cents Argentins perdent la vie, mille quatre cents de ces derniers sont faits prisonniers. La BBC annonce la victoire avant qu'elle ne soit effective[réf. nécessaire].
Après avoir éliminé le danger de l'important contingent de Goose Green, les forces britanniques effectuent une percée vers l'est depuis la tête de pont de San Carlos, à pied ou par hélicoptère.

### 28 maiau14 juin: avance vers Port Stanley

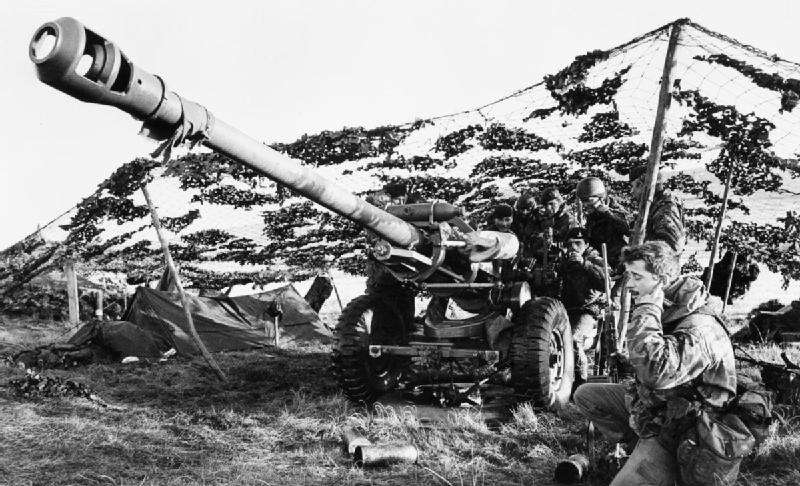
Un obusier L118 light gun de 105 mm de l'artillerie royale britannique en juin 1982.

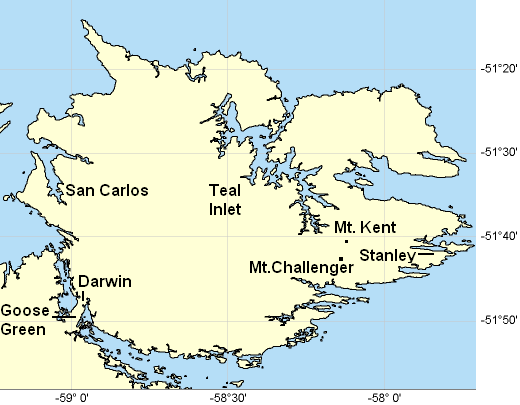
Carte de Goose Green à Port Stanley.

Le 31 mai, les troupes britanniques atteignent le mont Kent à 20 km de Stanley. L'aviation argentine perd encore deux Skyhawk lors d'attaques contre la flotte britannique.
Le 1er juin, avec l'arrivée de 5 000 soldats britanniques supplémentaires de la cinquième brigade par le paquebot Queen Elizabeth 2, le nouveau commandant de division, le major général J.J. Moore (en) des Royal Marines, dispose d'assez de troupes pour lancer une offensive contre la garnison de Port Stanley.
Le 5 juin, le 42e bataillon de commandos des Royal Marines occupe le mont Challenger. Un hélicoptère britannique Gazelle est abattu par un tir ami effectué par un opérateur du SAS.

#### 8 juin: attaque aérienne de Fitzroy
Pendant ces préparatifs, les attaques aériennes argentines continuent : elles font 48 morts, dont 32 Welsh Guards à bord des RFA Sir Galahad (L3005) et Sir Tristam (L3505) le 8 juin à Fitzroy. De nombreux soldats contraints de rester à bord à cause de la perte des hélicoptères de l'Atlantic Conveyor sont victimes de brûlures. Le même jour, une barge de débarquement du HMS Fearless est attaquée par quatre Skyhawk : trois avions argentins sont abattus par une patrouille de Harrier. Le HMS Plymouth est endommagé par une attaque aérienne. Un Sea Harrier est abattu près de Stanley.
Le 10 juin, une patrouille d'observation des SAS est attaquée lors de la seule action militaire sur l'île ouest des Malouines.

#### 11au13 juin: combats autour de Port Stanley
Dans la nuit du 11 juin, après plusieurs jours de reconnaissance difficiles et la mise en place de la logistique, les forces britanniques appuyées par l'artillerie lancent une brigade à l'attaque du mont Longdon (en), qui défend les hauteurs de Port Stanley. Treize Britanniques sont tués quand le navire HMS Glamorgan, qui fournit un appui-feu, est touché par un Exocet tiré depuis une remorque de camion dételée et aménagée en batterie improvisée. Trois civils sont tués (les seuls de tout le conflit) lorsqu'une habitation dans la banlieue de Stanley est touchée par les tirs britanniques. Au matin, les positions argentines sont enlevées après plus de 24 heures de combat, parfois au corps à corps.
La nuit du 13 juin, la seconde phase est enclenchée pour reprendre Wireless Ridge et le mont Tumbledown, neuf Britanniques et trente-deux Argentins perdent la vie. Port Stanley est complètement encerclé.

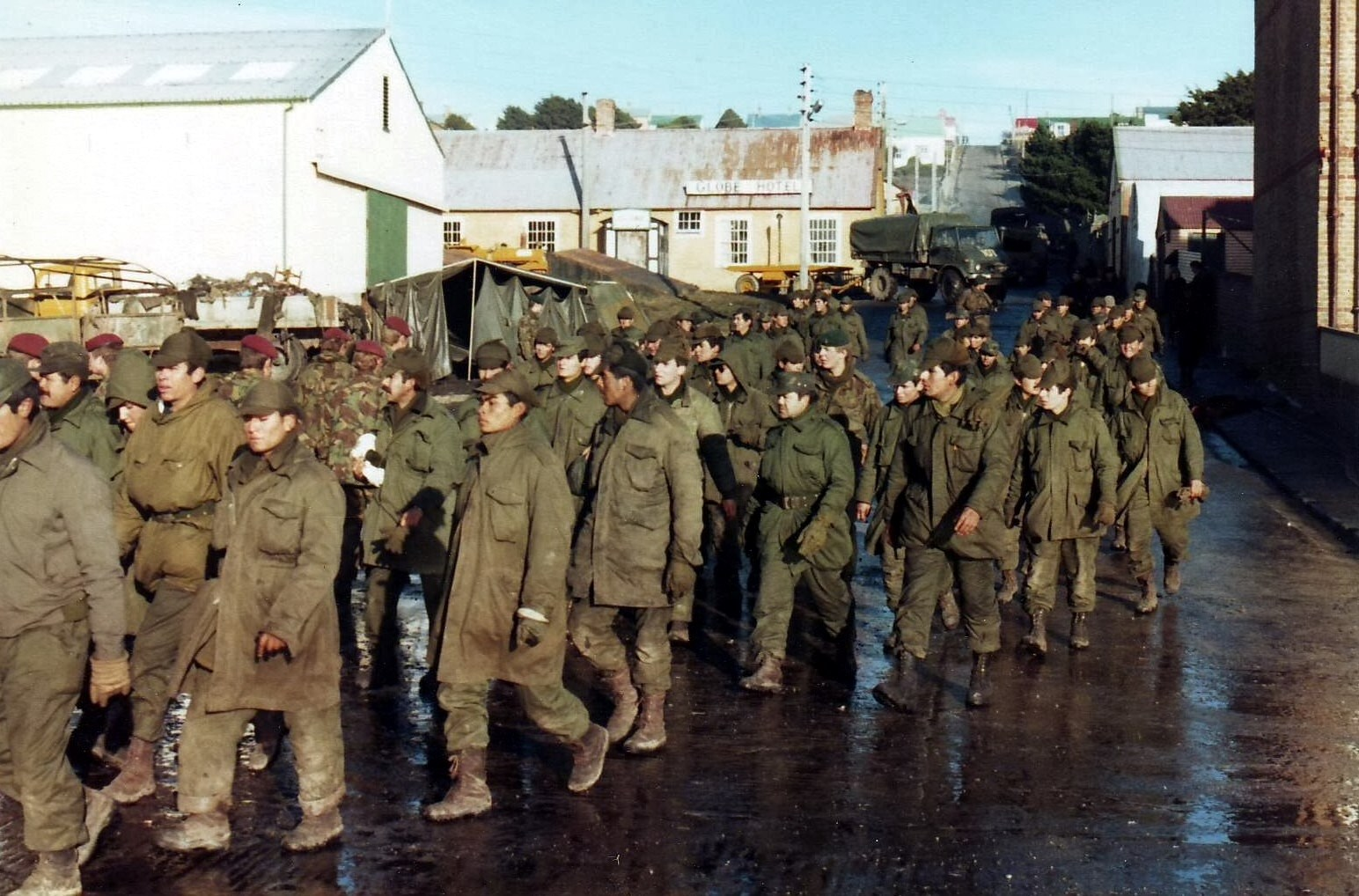
Prisonniers de guerre argentins le 17 juin 1982.

Le 14 juin, le commandant de la garnison, Mario Menéndez (en), présente sa reddition avec 10 254 hommes. La souveraineté britannique est restaurée sur l'ensemble des territoires des Malouines. Le 18 juin, le SS Canberra et le Norland appareillent pour Puerto Madryn pour rapatrier les prisonniers argentins.
Le 20 juin, la fin des hostilités est officiellement déclarée par les Britanniques. L'amiral Woodward déclare : « si l'Argentine avait tenu une semaine de plus, les choses auraient pu tourner à leur avantage car la plupart des navires britanniques étaient au bout de leur potentiel faute d'entretien et de réparation à la suite des dégâts causés par les conditions climatiques et les attaques des Argentins. Nous avions débarqué depuis trois semaines et il neigeait depuis plusieurs jours, personne ne peut tenir plus de trois semaines dans ces conditions ».

## Analyse

### Pertes humaines
Cette guerre de 72 jours cause la mort de 255 Britanniques et 649 Argentins.
Plusieurs centaines d’ex-combattants argentins se sont suicidés après la guerre (entre 300 et 500 selon les associations d’anciens combattants).
Le cimetière argentin est situé à deux kilomètres de Darwin (en) et à 88 kilomètres de la principale ville de l'île Port Stanley, à laquelle il est relié par une route de graviers.
Pour les soldats britanniques morts aux Malouines, il se situe au cimetière militaire de la plage bleu de San Carlos (en) ouvert le 10 avril 1983.

### Militaire
Militairement, la guerre des Malouines fournit de nombreux enseignements.
En matière de commandement :
- elle démontre la nécessité de séparer physiquement le politique du militaire et d'avoir une solide interface politico-militaire suffisamment avertie des problématiques militaires pour éviter le micro-management que Mme Thatcher a pratiqué à outrance en raison de la proximité géographique du 10 Downing Street et de Whitehall. Ce micro-management a mis à plusieurs reprises l'opération en difficulté. Il en a résulté la création du Permanent Joint Headquarters (PJHQ) à Northwood, éloigné d'une trentaine de kilomètres du centre de Londres.
- la nécessité d'une intégration interarmées (joint) est démontrée avec une difficulté, la définition stricte des limites d'attribution de chacune des armées.

En matière navale :
- la Royal Navy est sauvée, les coupes budgétaires et la vente de ses navires à d'autres pays, notamment de ses porte-aéronefs (Invincible) sont annulées.
- c'est l'une des rares batailles navales après la Seconde Guerre mondiale. Elle démontre à la fois  l'importance de l'aéronavale et la vulnérabilité des navires de surface aux missiles et aux sous-marins nucléaires d'attaque (dont l'intervention a été déterminante dans la victoire de la Royal Navy) ;
- elle justifie le maintien des porte-aéronefs qui, malgré leur vulnérabilité, permettent une projection de puissance aérienne décisive aussi bien pour les hélicoptères que pour les avions.
- en mer, certaines faiblesses des bâtiments de combat sont soulignées, comme l'utilisation du magnésium et du tergal pour la confection des tenues des marins. La menace « incendie » devient une préoccupation dominante.
- les aptitudes du missile Exocet impressionnent beaucoup de pays qui s'empressent l'année suivante de passer de nombreuses commandes à la France, ce qui contribue à son succès commercial durable ;

En matière aérienne :
- en ce qui concerne l'emploi d'avions à décollage et atterrissage vertical (Vertical Take-Off Landing- VTOL), les leçons sont ambiguës. Pour une protection rapprochée de la flotte, ils se sont montrés efficaces, notamment grâce aux missiles air-air Sidewinder AIM-9L fournis par les États-Unis. Pour la supériorité aérienne et l'appui tactique, leur manque d'autonomie et de capacité d'emport et leur faible vitesse sont très limitants. Des porte-avions à catapulte et des avions classiques restent, en la matière, des atouts incontestables.
- l'utilité déterminante des hélicoptères est démontrée, aussi bien au combat qu'en appui logistique ;
- en ce qui concerne l'emploi des missiles antiaériens sol-air à courte ou très courte portée, les missiles Rapier ou Blowpipe s'avèrent peu efficaces. La quasi-totalité des pertes d'aéronefs sont dues à des tirs d'infanterie ou de canons antiaériens. En ce qui concerne les missiles surface-air, seul le Sea Dart (qui détruira un Puma, quatre Skyhawk, un Canberra, un Learjet argentins et une Gazelle de l'armée britannique à la suite d'un tir ami) et dans une moindre mesure le système Seawolf (Trois Skyhawks) obtiennent des résultats. Les Seacat et Seaslug s'avèrent obsolètes ou inadaptés. Des mitrailleuses lourdes M2HB de 50 (12,7 mm), bien dérisoires, sont mises en place sur certains navires du groupe.

En matière terrestre :
- elle souligne le rôle des forces spéciales qui ont détruit de nombreux avions et contribué au recueil de renseignements ;
- elle met en évidence la limitation de certains matériels d'appui comme les mortiers dont les munitions s'enfoncent en terre sans exploser. En outre, le canon LL118 dit light gun de 105 mm montre les avantages de sa portée contre les 105 HM2 argentins.

En matière logistique :
- la capacité logistique du Royaume-Uni a été utilisée à flux tendu et la guerre a conduit à sa profonde réforme ;
- c'est l'occasion pour les Britanniques de tester de nouveaux matériels individuels mieux adaptés aux conditions climatiques et notamment au grand froid. Des tests de tenues chauffantes sont effectués. L'armée britannique abandonne ses Boots datant de la guerre et ses bandes molletières (puttees) ;
- au plan de l'armement individuel, la guerre pousse à l'adoption d'un fusil d'infanterie beaucoup moins encombrant que le L1A1 et sa munition de 7,62 mm OTAN. Elle incite le ministère de la défense britannique à l'étude du fusil d'assaut Bullpup SA80 et de sa munition de 5,56 mm OTAN, plus léger et moins encombrant qui entre en service en 1985.

En matière de communication et d'information au public :
- la communication et l'information au public s'avèrent de plus en plus clairement un élément essentiel dans un conflit ;
- les procédures de « filtrage » des Britanniques sont trop lourdes. Les journalistes « embedded » n'ont pas été encore inventés. Les tabloïds britanniques, avides d'information sur le conflit, se servent chez les Argentins, beaucoup plus ouverts en la matière.

En matière d'état d'esprit des combattants :
- Les Britanniques disposent de forces professionnelles qui, outre une plus grande maîtrise technique, bénéficient d'une solide relation de confiance entre officiers, sous-officiers et militaires du rang. Les Argentins disposent de conscrits et la distance entre encadrement et troupe est beaucoup plus importante chez eux. À l'issue du conflit, de nombreux soldats argentins se sont plaints de carences logistiques élémentaires.

L'amiral Ausseur, « numéro 2 » de la Marine nationale, juge alors que les leçons de cette guerre sont capitales pour la France.
Les communications de l'Argentine furent espionnées par les États-Unis par l'intermédiaire de l'entreprise Crypto AG à laquelle l'Argentine s'était remise pour ses communications confidentielles.

### Politique

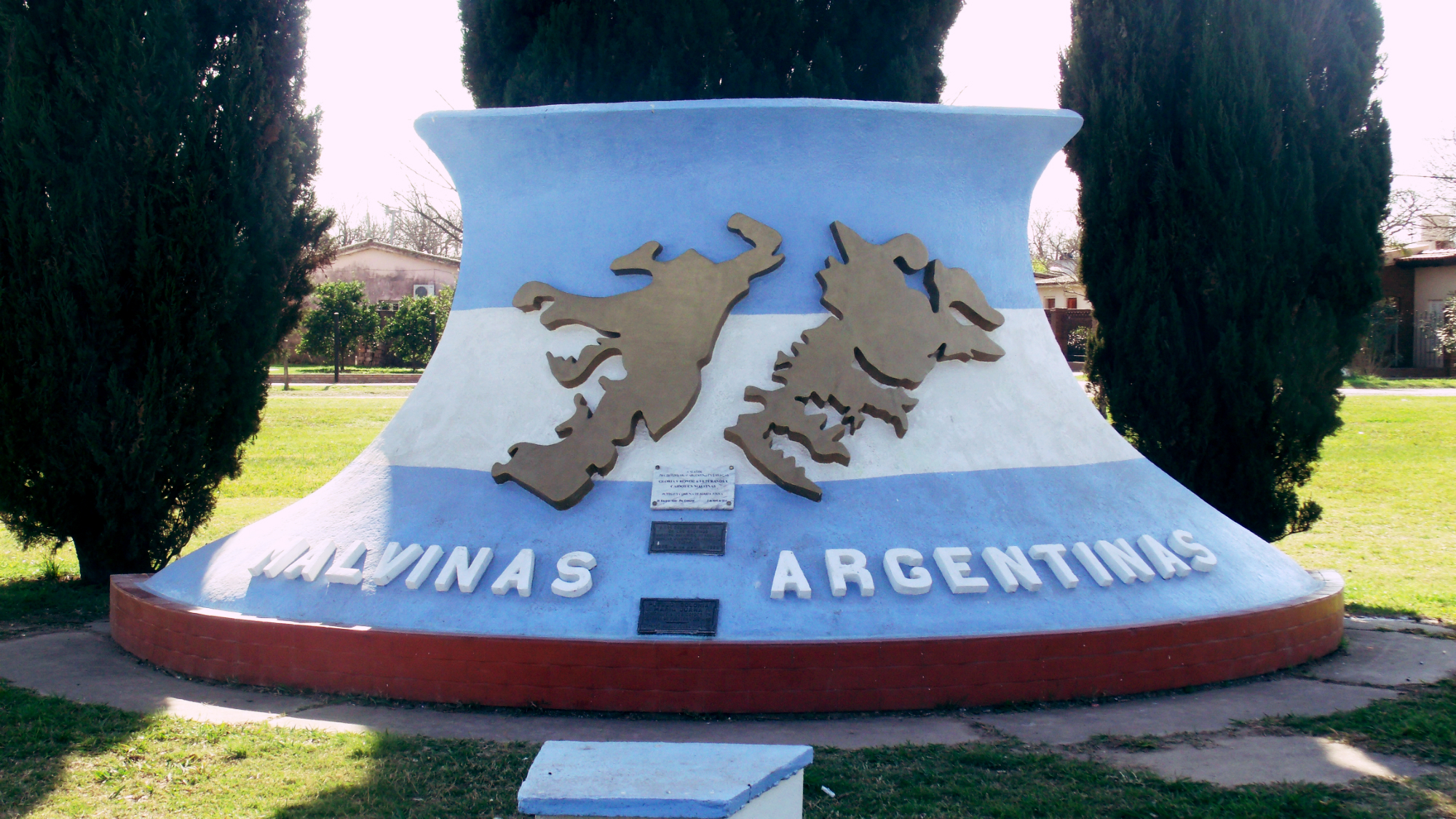
Mémorial de guerre en Argentine

Le gouvernement argentin a gravement sous-estimé la situation internationale en occupant les Malouines. En effet, la guerre froide connaît ici une de ses plus graves tensions (à mettre en parallèle avec la crise des euromissiles de 1977 et la Crise de Cuba de 1962). Le gouvernement britannique fit d'ailleurs preuve durant le conflit d'une extrême fermeté vis-à-vis de l'Union soviétique, malgré l'opposition d'un courant pacifiste important dirigé par le Parti travailliste. L'installation des premiers missiles de croisière américains est attendue au Royaume-Uni pour septembre 1983, ce qui suscite de forts mécontentements à l'encontre du gouvernement. Pourtant, si Margaret Thatcher avait cédé sur l'occupation des Malouines, elle aurait perdu toute crédibilité vis-à-vis de son électorat et de sa position sur l'Union soviétique.
L'issue de cette guerre contribua à la popularité de la « Dame de fer » et aida à la victoire de son parti en 1983, même si plusieurs membres de son gouvernement donnèrent leur démission, y compris le secrétaire pour les Affaires extérieures Lord Carrington. L’élan patriotique suscité par la guerre des Malouines a fortement augmenté la sympathie des Britanniques envers leur dirigeante, par opposition à l'impopularité que ses réformes budgétaires sévères avaient suscitée, et elle obtient aux élections nationales de 1983 une victoire écrasante,,.
La défaite argentine précipita la chute du régime dictatorial, avec dans l'immédiat le remplacement des trois généraux de la junte par les généraux Cristino Nicolaides, Rubén Franco (es) et Augusto Jorge Hughes (es), et amorça une lente transition démocratique, avec l'élection en 1983 de Raúl Alfonsín puis les lois d'amnistie de 1986-87.
L'as français de la Seconde Guerre mondiale Pierre Clostermann, admiratif devant le courage des pilotes argentins, envoya une longue lettre de soutien à Lami Dozo, ainsi qu'un texte destiné à tous les pilotes. Cette lettre eut une grande résonance au sein de la Force Aérienne Argentine et fut accrochée dans les bases de la FAA.
L'écrivain Jorge Luis Borges dit que cette guerre était comme « deux chauves se battant pour un peigne ».

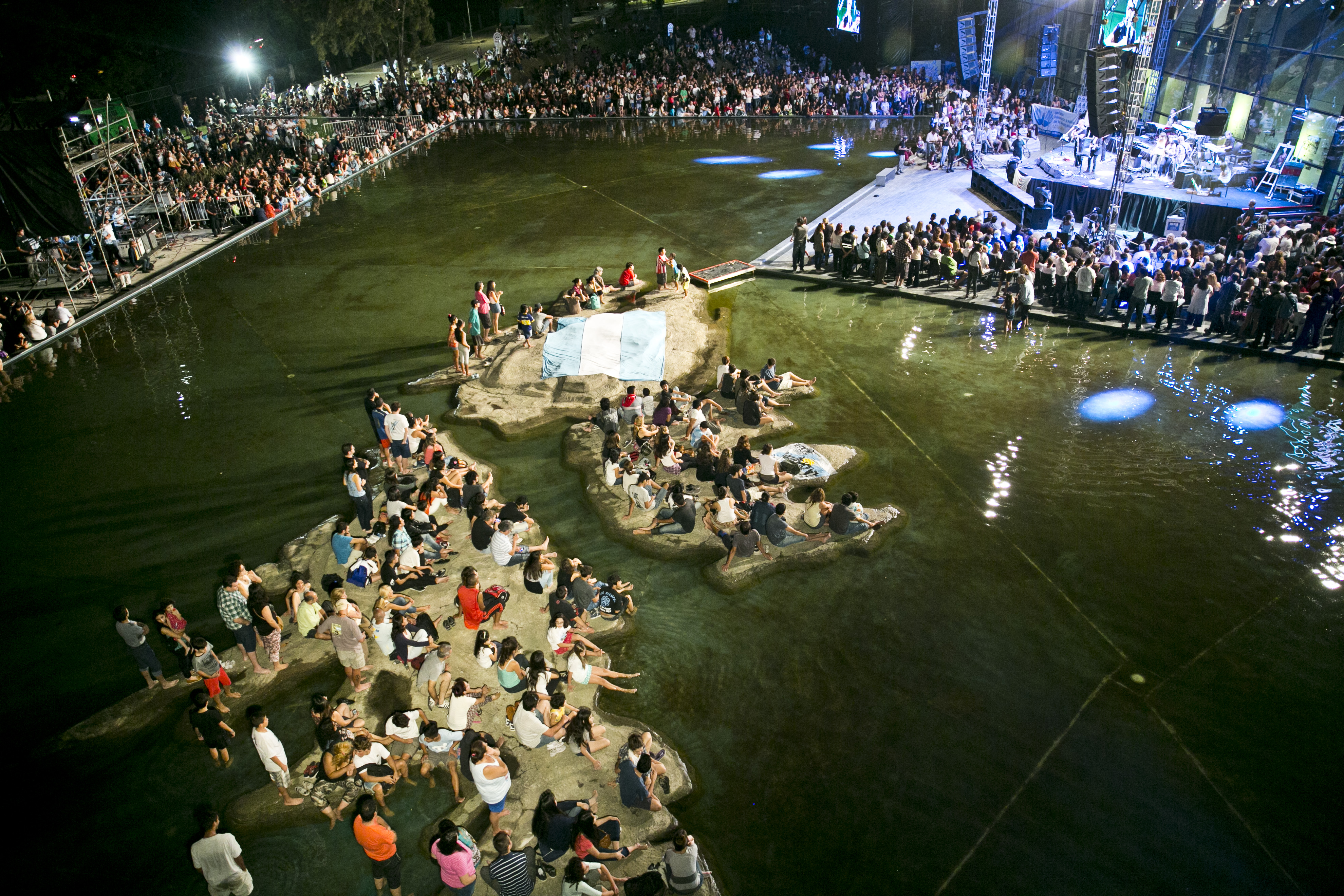
Musée Malvinas e Islas del Atlántico Sur à Buenos Aires, en 2015

Aujourd'hui encore, le Groupe de Rio est en faveur de l'ouverture de négociations entre Londres et Buenos Aires concernant ces îles. Cuba et la Bolivie soutiennent l'Argentine, tandis que le Royaume-Uni continue à affirmer sa souveraineté sur les îles et déclare que des négociations ne pourraient s'ouvrir que si les habitants de celles-ci le désiraient.
La Royal Air Force maintient toujours actuellement[Quand ?] quelques chasseurs bombardiers aux Malouines ; récemment les nouveaux Eurofighter Typhoon ont remplacé des Phantom II.
En 2000, la Cour européenne des droits de l'homme a rejeté une requête de familles de marins tués lors de l'attaque du ARA General Belgrano, qui accusaient le Royaume-Uni d'avoir délibérément torpillé le croiseur afin de mettre en échec les négociations en cours par l'intermédiaire du président péruvien. Pour les avocats des victimes, cette plainte visait à accentuer la pression sur le gouvernement argentin afin de porter l'affaire devant la Cour internationale de justice.
À la suite des forages britanniques dans la région des Malouines en février 2010, leur potentiel pétrolifère (estimé équivalent à celui de la mer du Nord) est devenu économiquement exploitable alors que le prix du baril a dépassé 100 dollars. Un regain de tension entre les deux belligérants fait alors resurgir le spectre de la guerre à la veille du trentième anniversaire du conflit.

### Contrôle de l'information
La guerre des Malouines a marqué l'histoire militaire dans la représentation du conflit. En effet, l'armée britannique a été la première à mettre en pratique les leçons issues de la guerre du Vietnam et ses conséquences sur l'opinion publique américaine. La totale liberté des journalistes sur le terrain avait, en effet, du fait des reportages détaillant les souffrances psychiques et physiques des Gi's et des populations civiles, ôté toute aura épique au conflit. De ce fait, ils avaient permis d'influencer l'opinion publique américaine contre leurs dirigeants politiques.
En réaction, les états-majors ont considéré qu'un contrôle strict des images s'imposait à la fois pour éviter une érosion du moral de la population civile et pour ne pas générer une mauvaise impression par rapport à l'armée occidentale déployée sur le terrain. Nouvelle donne des conflits militaires modernes, les pouvoirs politiques cherchaient également à livrer désormais des « guerres à zéro mort ».
Bien qu'il y eût des déclarations en faveur de la liberté d'expression, les pouvoirs politiques ont tenu compte de l'impact des images qui peuvent de fait, venir ternir toute victoire ou éroder la légitimité de l'action militaire. Aucune image d'action, de combats, de civils tués ou de prisonniers maltraités ne fut diffusée. Les autorités partaient de ce constat simple (synthétisé par la suite par l'amiral français Antoine Sanguinetti dans l'ouvrage Guerres et Télévision - Crac, 1992) : « Des choses qu'il ne faut jamais montrer à des civils, parce que les civils ne sont pas assez endurcis pour supporter les réalités de la guerre ».
Dans l'objectif de maîtriser la guerre des images, l'état-major britannique avait sélectionné une équipe de journalistes qui firent le voyage de 15 000 km dans un navire de la Royal Navy. Ces journalistes furent maintenus à l'écart des combats pendant toute la durée des opérations. Les informations leur furent communiquées par les officiers spécialisés dans les relations publiques au cours de réunions organisées par l'armée britannique. Ce contact permanent des journalistes avec les troupes britanniques permettait d’affaiblir durablement ce qui fait la force d'un témoin extérieur : la distanciation par rapport aux faits, la neutralité de l'observateur et son objectivité.
De fait, les médias britanniques dans leur ensemble répercuteront « la victorieuse reconquête des Malouines ». Seule la BBC, fidèle à sa tradition d'indépendance dans ce concert de nationalisme britannique, tentera de montrer l'envers du décor en allant jusqu'à acheter des images à la télévision argentine.
Cette stratégie de communication devient la norme du traitement de l'information par les autorités militaires et politiques des conflits armés des années 1980 et suivantes. Elle sera réemployée par la suite par l'armée israélienne en juin 1982 durant l'opération Paix en Galilée, et par l'armée américaine en 1983 durant l’invasion de la Grenade ou plus tard en 1991 durant la guerre du Golfe.

## La guerre vue par les artistes

### Au cinéma et à la télévision
- Resurrected, film britannique réalisé par Paul Greengrass, sort en 1989. Il s'inspire de l'histoire vraie du soldat Philip Williams, laissé pour mort durant la guerre des Malouines et réapparu sain et sauf sept semaines plus tard. À la suite d'une forte explosion, il était resté inconscient. De retour dans son pays, il est accusé de désertion par les médias et l'armée britannique[60].
- An Ungentlemanly Act, téléfilm britannique relatant les premiers jours de l'invasion des Malouines, est diffusé en juin 1992.
- Iluminados por el fuego (en), film argentin réalisé par Tristán Bauer (en) et sorti en 2005, est une fiction inspirée du roman éponyme d'Edgar Esteban, ancien combattant argentin pendant le conflit des Malouines.
- This Is England, film britannique réalisé par Shane Meadows et sorti en 2006, a pour toile de fond la guerre des Malouines, conflit durant lequel le père du jeune héros a trouvé la mort.
- La Dame de fer, film britannique de 2011, évoque aussi comment la Première ministre britannique Margaret Thatcher (jouée par Meryl Streep) géra ce conflit.
- La guerre des Malouines fait partie de l'intrigue de la 4e saison de la série The Crown.
- Le protagoniste principal du film argentin El Chino, le très bourru, un brin maniaque, mais cependant homme de cœur Roberto (l'acteur Ricardo Darin), quincaillier à Buenos Aires, a vécu comme recrue du contingent la guerre des Malouines (évoquée à travers quelques Flash-backs) puis la captivité et en est revenu nettement traumatisé avec un caractère durablement aigri.

### Dans d'autres arts
- L'album The Final Cut du groupe Pink Floyd comporte des attaques directes contre cette guerre, dénoncée comme brisant le rêve d'après-guerre de ne plus voir mourir de soldats britanniques (bien que le Royaume-Uni ait en fait participé à plusieurs conflits depuis 1945).
- Le roman La Baleine des Malouines de Pierre Boulle, écrit en 1983, a pour cadre ce conflit.
- En 2006, le groupe de heavy metal suédois Sabaton sort l'album Attero Dominatus, avec une chanson intitulée Back In Control, dont le sujet est la guerre des Malouines.
- L'album "Send in the marines!" (1984) du groupe Oï Anglais Combat 84 a comme couverture, titre et toile de fond la guerre des Malouines, la crise sociale anglaise des années 80 et le mouvement skinhead dont ils font partie.
- Deux auteurs argentins, Néstor Barron et Walther Taborda, racontent le conflit dans une série de bande dessinée intitulée Malouines, le ciel appartient aux faucons, aux éditions Paquet.

### Documentaires télévisés
- Milieu du 6e épisode : Des chefs incompetents, de la série : Les grandes erreurs militaires, sur Planète+.
- La Guerre des Malouines, 9e épisode de la 6e saison de La Minute de vérité sur National Geographic Channel et sur Direct 8.
- L'Affaire des missiles Exocet, Malouines 1982, documentaire d'histoire récente réalisé par, Olivier L. Brunet, 65 minutes, enquête journalistique filmée de Sacha Maréchal et Patrick Pesnot, avec commentaires des événements, discussions sur les imbroglios de l'affaire et images animées façon bande dessinée, collection Affaires d'état / Étranges affaires.com, en coproduction : Vivement Lundi !, Antoine Martin Production, avec la participation de France Télévisions, en association avec France 3 Nord-Ouest, diffusion France 3, Les documentaires de l'été 2014 et 2015.